# Associazione Calcio Milan
Ne pas confondre avec l'Inter Milan, fondé en 1908.
Maillots
Actualités
L'Associazione Calcio Milan  (en français : Association de Football de Milan), plus connue sous le nom d'AC Milan, est un club de football italien fondé à Milan le 16 décembre 1899 sous le nom initial de Milan Foot-Ball and Cricket Club.
Le club possède également une section féminine évoluant en Série A.
Son grand rival est l'Inter, l'autre club de la capitale lombarde, dont les derbys sont appelés en Italie « derby della Madonnina », et sont toujours des matches d'une grande intensité, au cours desquels s'exacerbe la rivalité historique entre les deux clubs ainsi qu'entre leurs supporters, mais aussi un esprit de fraternité et de sympathie mutuelles.
Au niveau du palmarès national, le Milan a notamment remporté 19 titres de champion d'Italie, mais aussi 5 Coupes d'Italie et 8 Supercoupes d'Italie. Elle est la première équipe à avoir remporté le Championnat d'Italie de football en étant invaincue (saison 1991-1992), et a réussi l'exploit d'enchaîner 58 matches sans défaite en Série A, un record toujours inégalé à ce jour.
Au niveau du palmarès international, l'AC Milan est un des clubs les plus titrés au monde avec 21 trophées internationaux : 7 Ligues des Champions (2e équipe derrière les 15 trophées du Real Madrid), 1 Coupe du monde des clubs, 3 Coupes intercontinentales, 5 Supercoupes de l'UEFA, 2 Coupes d'Europe des vainqueurs de Coupe, 2 Coupes latines et 1 Coupe Mitropa.
En 1988 et 1989 (soit par deux fois et de manière consécutive, un record), l'AC Milan a placé trois de ses joueurs aux trois premières places au classement du Ballon d'or. De plus, par huit fois un joueur évoluant sous les couleurs du club lombard a remporté le titre de meilleur joueur de l'année (1969, 1987, 1988, 1989, 1992, 1995, 2004 et 2007). Selon une enquête, l'équipe dirigée par Arrigo Sacchi lors de la saison saison 1989-1990, est couronnée comme étant la meilleure équipe de club de tous les temps dans l'histoire du football.
L'AC Milan est l'un des clubs les plus populaires et supportés à travers le monde, en particulier en Amérique du Sud et surtout en Chine, où les Rossoneri se placent en première position en termes de popularité et de supporters.
L'Associazione Calcio Milan est aussi un des membres fondateurs de l'ECA - Association Européenne des Clubs, organisation internationale construite sur les cendres du G-14 (dont le club avait été déjà un membre fondateur) et composé des principaux grands clubs européens réunis en un consortium.

## Histoire du club

### Genèse du club (1899-1900)

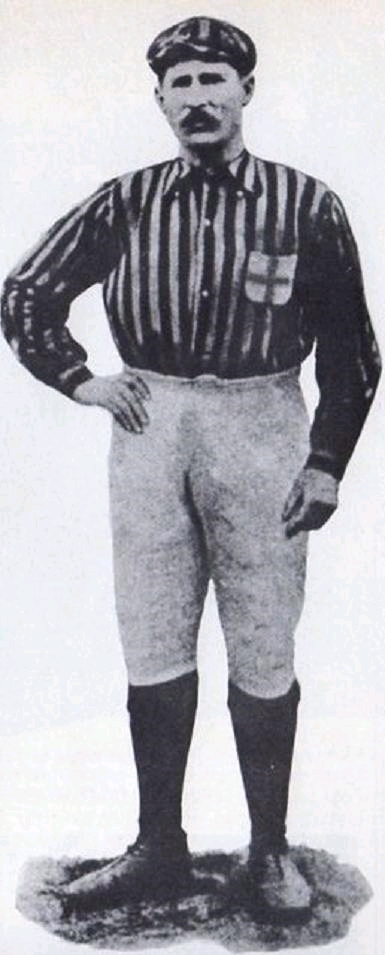
Herbert Kilpin, premier entraîneur et premier capitaine du Milan AC.

À la fin du XIXe siècle, à Milan, le football était une affaire d'expatriés anglais qui fréquentait le bar américain du Corso Emanuele. Un groupe d'Anglais composé de Herbert Kilpin, un excentrique, Allison, un agent de voyages, Samuel Richard Davies, un cordonnier, Edward Nathan et Alfred Edwards, deux industriels, ainsi que Penvhyn Llewellyn Neville, Kurt Lies, Henry Mildmay Saint John, Barnett et Hayes associé à des italiens (Piero et Alberto Pirelli, Daniele et Francesco Angeloni, Guido Valerio, Antonio Dubini et Giulio Cederna) créèrent le Milan Cricket and Foot-Ball Club le 13 décembre 1899 à Milan. L'officialisation de sa fondation fut effectuée le 18 décembre dans le quotidien La Gazzetta dello Sport,. Edwards, vice-consul britannique à Milan devient le premier président du club. Le club comprend une section de cricket et une de football. Pour la section football, le maillot à rayures est immédiatement adopté en raison de la mode anglaise à cette époque, et comme la mascotte du club était un diable, les couleurs rouge et noir (Rossoneri) furent adoptées selon la volonté d'Herbert Kilpin, « le rouge pour rappeler le diable, le noir pour inspirer la peur » et « le Milan sera comme un incendie sous un ciel orageux ! »,.
En janvier 1900, le club est affilié à la Fédération d'Italie de football. C'est à ce moment que l'équipe accroît sa popularité, et dispute en avril de la même année la Medaglia di Re (trophée disputé entre 1900 et 1902), gagné lors des trois éditions. En 1905, le club décide d'arrêter sa section cricket.

### Premiers titres (1901-1919)

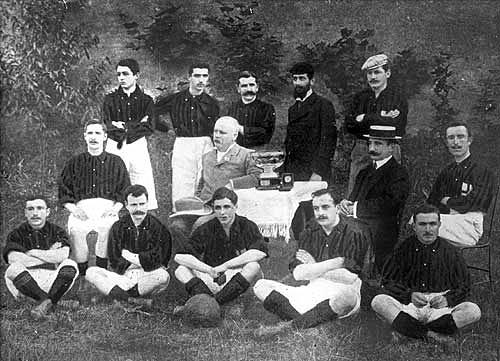
Milan AC en 1901

Herbert Kilpin fut l'artisan des trois premiers scudetti du club (compétition créée en 1898) : 1901, 1906 et 1907. Kilpin vivait pour l’AC Milan au point de se rendre à Gênes alors que son équipe disputait un match contre les Grasshoppers de Zurich, le soir de ses noces. [réf. nécessaire]
En gagnant le titre de 1901, le Milan Cricket and Foot-Ball Club devient le premier club à mettre fin à la série de victoires du Genoa CFC qui avait gagné toutes les éditions précédentes depuis sa création. La renommée du Milan enregistrait un boom, recrutant ses supporters dans les couches populaires ainsi que dans l'avant-garde des intellectuels.
Mais la croissance du Milan fut interrompue en 1908. La fédération italienne décida d'interdire la présence de joueurs étrangers dans le championnat d'Italie. La direction du Milan décida alors de ne pas s’inscrire au championnat la saison suivante. Mais cette position divisa le club puisque certains de ses dirigeants voulaient tout de même participer. À la suite de ce désaccord, 43 dissidents quittent le Milan et vont fonder le FC Internazionale Milano, qui acceptera de faire jouer des joueurs étrangers (d'où son nom Internazionale),,. Le Milan, pour sa part, participera de nouveau au championnat la saison suivante en se pliant à la décision de la fédération italienne. Le Milan Cricket and Foot-Ball Club apparaît alors comme le club du centre-ville, populaire, tandis que l'Inter est plutôt le club de la bourgeoisie milanaise.
Cet épisode affaiblit fortement l'AC Milan qui ne remporta aucun titre pendant une longue période. En outre, l'Inter infligeait de cruelles défaites au Milan pourtant dirigé par Piero Pirelli, héritier du groupe pneumatique.
En 1913, Renzo de Vecchi, la star du Milan, fut transféré au Genoa en contrepartie d'une somme de 24 000 lires (exorbitant pour l'époque), ouvrant ainsi l'ère du professionnalisme. Le Belge Louis Van Hege fait partie de l'effectif depuis quelques saisons déjà. Ainsi, Milan fut-il à l'origine de nombreux mouvements (nombre d'étrangers, professionnalisme…), qui sont toujours sujets à controverse aujourd'hui.

### Années sombres et l'AC Milano (1919-1949)

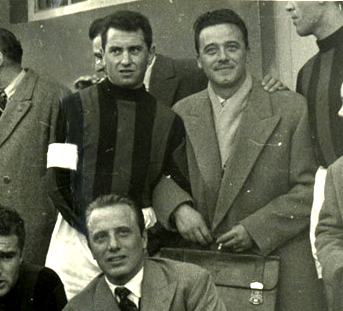
Andrea Bonomi (capitaine de l'époque), en compagnie de Ferdinando Valleti, dans les gradins du stade de l'AC Milan, durant la saison 1949-1950.

En 1919, le club change de dénomination, passant de Milan Football and Cricket Club à Milan Football Club, appellation qui se modifiera en 1936 en Milan Associazione Sportiva, première conséquence de la montée du fascisme et qui se complètera par une italianisation complète du nom de la société en 1939 en Associazione Calcio Milano. La désignation définitive et actuelle du club prit forme en 1945, conséquence de la fin de la Seconde Guerre mondiale, reprenant et revenant à son ancienne dénomination, créant ainsi l'Associazione Calcio Milan.
En 1926, le président de l'époque, Pirelli, décide de faire construire un stade à ses frais. Le Stadio San Siro est bâti en treize mois et pour 5 millions de lires. Pour l'inauguration du stade, le Milan est une nouvelle fois battu par le voisin et rival intériste (6-3) devant 35 000 spectateurs.

### Fabuleuses années 1950 avec Rizzoli et «Gre-No-Li» (1949-1961)

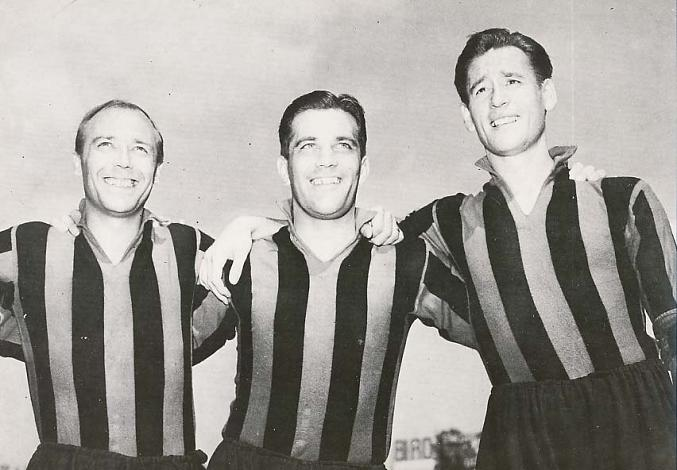
Gren, Nordahl et Liedholm, formant le trident magique : Gre-No-Li.

En 1951, l'AC Milan remporte le championnat après 44 ans sans le moindre titre et au nez et à la barbe de l'Inter. Les années 1950 constituent une période « dorée » pour le club qui s'appuie sur un trio offensif suédois : Gunnar Gren, Gunnar Nordahl et Nils Liedholm, surnommé Gre-No-Li puis avec les arrivées de l'Uruguayen Juan Alberto Schiaffino (naturalisé italien par la suite) en 1954 et du Suédois Kurt Hamrin en 1957.
Après son titre en 1951, le club gagne à nouveau le championnat en 1955, 1957 et 1959, et remporte la Coupe Latine en 1951 et en 1956. De 1948 à 1957, le club termine chaque saison sur le podium en championnat, et réussit même l'exploit de s'imposer 7-1 face à la Juventus à Turin. Le club atteint par ailleurs la finale de la Coupe d'Europe des clubs champions en 1958, et est battu par le Real Madrid (3-2 a.p.) après avoir atteint les demi-finales en 1956.

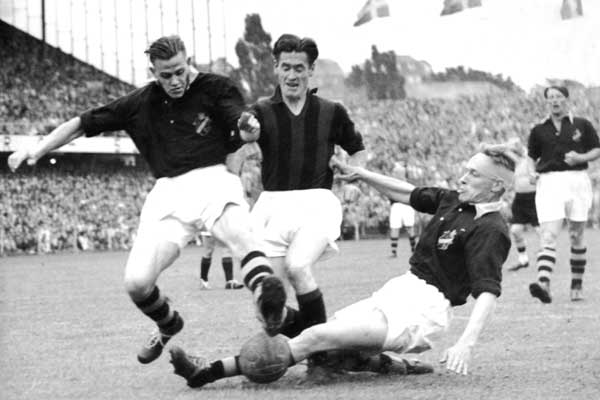
Nils Liedholm arrêté par Lennart Karlsson et Ivan Bodin.

Cette riche période commence après-guerre, lorsque le nouveau président Umberto Trabattoni décide de relancer le club en pariant sur la jeunesse. Mais en 1948, Trabattoni va réaliser par hasard le transfert qui va changer le Milan. En effet, le Milan veut recruter Carl Aage Præst, la grande vedette danoise des Jeux olympiques de Londres. Mais ce dernier décline l'offre. Les Rossoneri se tournent alors vers Ploeger, l'autre vedette danoise. Celui-ci débarque en Italie à la Juve pour rejoindre son ami John Hansen. En compensation, Gianni Agnelli, le président de la Juve, aida le Milan à acquérir le Suédois Gunnar Nordahl. Avec son aide, Milan recrute alors les deux autres Suédois au talent confirmé : Nils Liedholm et Gunnar Gren. Nordahl est l'avant-centre du trio. Il marque 210 buts en 257 rencontres. Gren alimente Nordahl par la droite et Liedholm complète ce trio en tant qu'ailier gauche.
Le nouveau président Rizzoli continue le travail de Trabattoni. Pour renforcer l'équipe et pallier le départ de Gren, Rizzoli veut le meilleur milieu des années 1950, Alfredo Di Stéfano. Face au refus du Real Madrid, Rizzoli va chercher un milieu de terrain en Uruguay au Peñarol, Juan Alberto Schiaffino, héros de la Coupe du monde 1950 pour 50 millions de lires. Outre ses exploits sur le terrain, Juan Alberto Schiaffino est un véritable leader en dehors de l'aire de jeu. Rizzoli et Schiaffino établissent un climat fondé sur une compréhension mutuelle, ce qui pour l'époque est une révolution.
Rizzoli n'est pas un président-supporter. C'est avant-tout un homme d'affaires avisé, un gestionnaire. En 1960, le centre d'entrainement de Milanello est construit. Avant de céder sa place au début des années 1960, Rizzoli achète de nombreux joueurs afin de ramener le scudetto. Il engage Cesare Maldini, Dino Sani, José Altafini et le jeune meneur d'Alexandrie, Gianni Rivera, qui forment la base du grand Milan des années 1960.

### Deux ères de Nereo Rocco et triomphes internationaux (1961-1979)

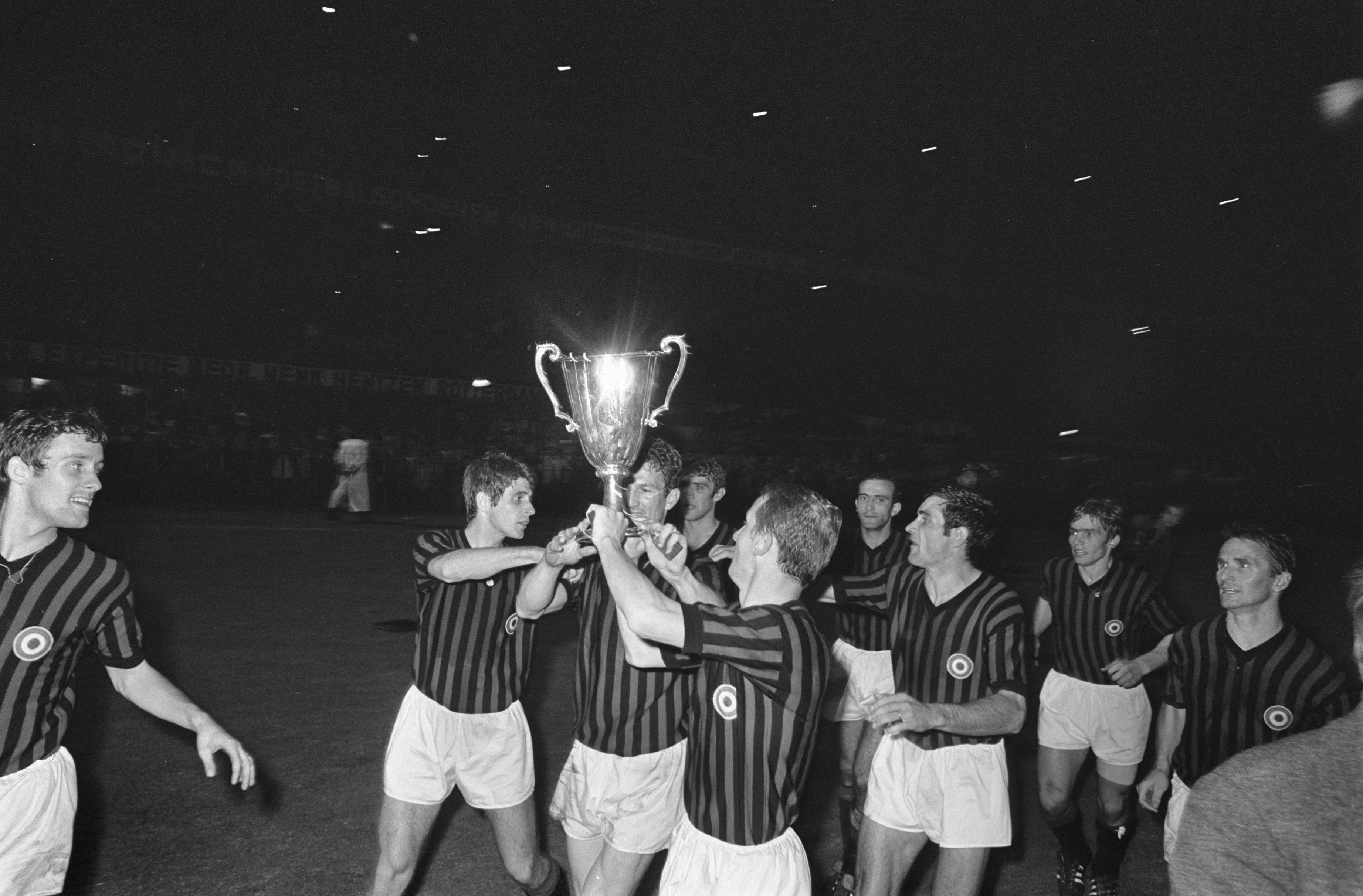
Coupe des coupes 1967-1968

En 1962, l'AC Milan remporte le championnat sous la houlette de son entraîneur Nereo Rocco et compte dans son effectif le futur Ballon d'or de l'année 1969, Gianni Rivera. Ce dernier plait au manager de l'époque mais pas à l'entraineur Nereo Rocco. Amplifié par la presse, cette polémique a pour effet d'installer le nom de Gianni dans le cœur des supporters. Surtout, ce Lombard devient la star de l'équipe grâce à son élégance peu commune et à sa vision exceptionnelle. Il fait sauter le verrou des défenses adverses, adeptes du Catenaccio, lors de ses 527 matches sous le maillot rossonero. Le Milan vit dans les remous de la gloire de Gianni Rivera. Il n'a pas vingt ans quand il gagne la coupe d'Europe le 22 mai 1963 aux dépens de SL Benfica. En effet, en 1963 le club conquiert pour la première fois la Coupe d'Europe des clubs champions au Wembley Stadium contre le SL Benfica d'Eusébio 2-1 mais s'incline en Coupe intercontinentale contre le Santos FC de Pelé lors du match d'appui.

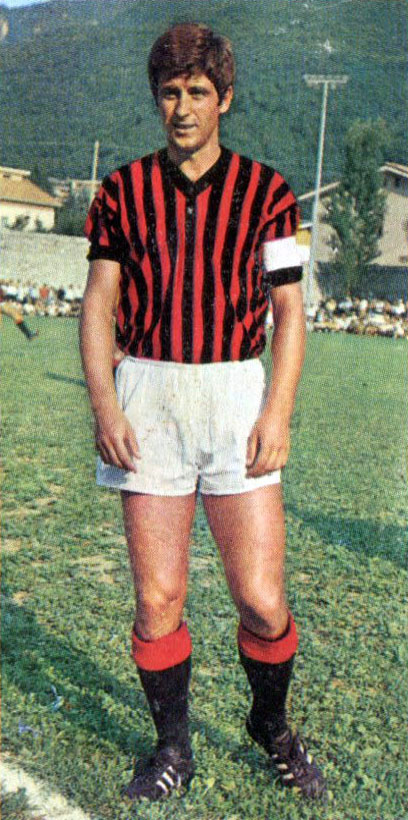
Gianni Rivera.

Six ans plus tard et après la domination de l'Inter d'Helenio Herrera durant cette période, la fin des années 1960 et le début des années 1970 vont marquer l'apogée du Milan. Ce retour au premier plan va coïncider avec le retour sur le banc de l’entraîneur Nereo Rocco. En 1967, le Milan va enfin remporter la coupe d'Italie. Dans le sillage de ce succès, l'AC Milan s'impose dans le championnat en 1968 grâce à son buteur Pierino Prati et le retour de Kurt Hamrin et en Coupe des vainqueurs de Coupe contre Hambourg SV (2-0) devant 53 000 personnes, puis en 1969 sa seconde Coupe d'Europe des clubs champions contre l'Ajax Amsterdam de Johan Cruyff à Madrid 4-1 et sa première Coupe intercontinentale contre les Argentins d'Estudiantes de La Plata.
Ce merveilleux cycle se poursuit par deux Coupes d'Italie en 1972 et 1973. En 1973, il remporte également une autre coupe des coupes contre Leeds United et atteint la finale en 1974 de cette même compétition, qu'il perd contre le FC Magdebourg, fer de lance du football est-allemand. La victoire de 1973 a un goût amer. La finale face à Leeds United est difficile (terrain impraticable, jeu dur). Le dimanche suivant la finale, lorsqu'il faut conserver le point d'avance que le Milan détient face à la Juve pour obtenir le titre de champions, les joueurs sont trop fatigués et perdent face à Vérone, 5 buts à 3. Le titre s'envole finalement dans le Piémont.

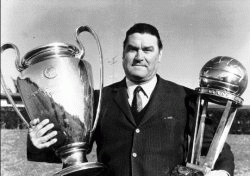
Nereo Rocco.

En 1977, le Milan remporte sa quatrième Coupe d'Italie. Le 6 mai 1979, le club remporte son dixième scudetto qui lui permet de placer une étoile sur le maillot (symbolisant dix titres de championnats), pour l'ultime saison de Gianni Rivera. L'entraîneur est l'ancienne gloire du club Nils Liedholm. Le club remporte ce titre devant Pérouse, pourtant invaincu lors de cette saison. Par ailleurs il s'agit du premier titre de la future star Franco Baresi. Le 13 mai 1979, Gianni Rivera, le « Golden Boy » milanais, décide de mettre un terme à sa carrière. Il est nommé vice-président du club. Après cette perte, le Milan connait des heures plus sombres.

### Rétrogradations en Série B et problèmes financiers (Scandale de Totonero) (1979-1983)
À l'été 1980, à la suite du scandale du Totonero, le club est relégué en Série B. À l'issue de la saison 1980-1981, le club remporte le titre de Série B et remonte en Série A mais il redescend immédiatement en Série B à l'issue de la saison 1981-1982. Tout en descendant en Série B, le Milan s'adjuge la Coupe Mitropa (dénomination officielle La Coupe de l'Europe Centrale) en 1982. Pendant cette période, l'équipe s'appuie sur de jeunes joueurs tels que Mauro Tassotti, Alberigo Evani et leur capitaine de 22 ans Franco Baresi mais renoue également avec ses racines en recrutant des joueurs anglais (la fédération italienne ayant rouvert les portes du championnat aux joueurs étrangers en 1981). Mais la rigueur du championnat italien ne permettra pas, entre autres, à l'Écossais Joe Jordan ou à l'Anglais Luther Blissett de réussir. Sur le plan financier, le club connaît de graves problèmes au point de se trouver au bord du dépôt de bilan en 1985.

### Avènement de Berlusconi et lesImmortalide Sacchi (1986-1991)
Le 20 février 1986, le club est racheté par l'homme d'affaires italien, Silvio Berlusconi, qui souhaite en faire un grand club européen. Les premiers temps de sa présidence sont marqués par un profond désaccord avec Rivera qui conduit ce dernier à la démission. Propriétaire d'un vaste empire, Berlusconi n'est pas devenu par hasard président du Milan, mais par un amour juvénile du football que lui avait transmis son père, Luigi, qui l'emmenait souvent à San Siro[réf. nécessaire]. Sous sa tutelle, les structures de Milanello, héritées des années 1960 deviennent celles d'un centre ultra-sophistiqué. Il informatise la vente des billets, réévalue tous les salaires, investit plus de 100 milliards de lires et fait de Franco Baresi, le capitaine des années noires, le leader de la refondation de l’AC Milan. Il enrôle Daniele Massaro ou Roberto Donadoni et un an plus tard décide de nommer un entraîneur alors inconnu, Arrigo Sacchi, qui va marquer de son empreinte le club et révolutionner le jeu. Pour poursuivre la reconstruction de l'équipe, il recrute, en 1987, Ruud Gullit qu'il présente comme un joueur bien meilleur que Diego Maradona. Ce transfert annonce les suivants : Marco van Basten et Frank Rijkaard. Le club finit par renaître de ses cendres.
En 1988, le club remporte le championnat devant le Naples de Maradona en se basant sur une équipe solide, tout d'abord une défense composée du capitaine Franco Baresi, de Paolo Maldini, de Mauro Tassotti et d'Alessandro Costacurta, d'un milieu composé de Roberto Donadoni, d'Angelo Colombo et de Carlo Ancelotti et d'une attaque à trois avec Paolo Virdis et les deux Néerlandais Marco van Basten et Ruud Gullit. Une fois lancé, le Milan ne va plus s'arrêter. En 1989 et 1990, les Rossoneri vont s'imposer dans les plus grandes compétitions.
En 1989, avec le renfort du Néerlandais Frank Rijkaard, l'AC Milan redevient champion d'Europe contre le Steaua Bucarest en s'imposant 4-0, après avoir battu le Real Madrid 5-0 en demi-finale retour à San Siro. Par la suite, l'équipe s'impose en Supercoupe d'Europe et en Coupe intercontinentale. En 1990, le club réalise la même performance en conservant la Coupe d'Europe contre le Benfica Lisbonne (1-0), la Supercoupe d'Europe et la Coupe intercontinentale.

### LesInvincibilide Capello (1991-1996)
| Saisons 1991–1996 |               |        |
| Saison            | Classement    | Points |
| 1991/92           | Médaille d'or | 56     |
| 1992/93           | Médaille d'or | 50     |
| 1993/94           | Médaille d'or | 50     |
| 1994/95           | 4.            | 46     |
| 1995/96           | Médaille d'or | 74     |

Principaux titres :
 Ligue des Champions (1)
- Vainqueur en 1994
- Finaliste en 1993 et 1995

 Championnat d'Italie (4)
- Champion en 1992, 1993, 1994 et 1996

 Supercoupe d'Italie (3)
- Vainqueur en 1992, 1993 et 1994

 Supercoupe d'Europe (1)
- Vainqueur en 1994

 Coupe intercontinentale (3)
- Vainqueur en 1993 et 1994

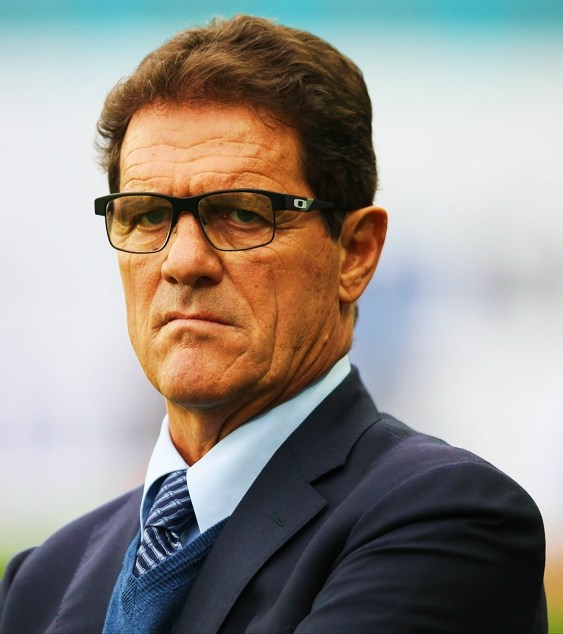
Fabio Capello, un des grands artisans de ce Milan invincible.

Essentiellement tourné vers le but adverse, le Milan va résolument de l'avant ce qui lui vaut pas mal d'inimitiés. Les collaborateurs et les proches de Silvio Berlusconi sont eux-mêmes surpris par ses options, ses choix, sa vision planétaire. Désirant anticiper sur le football de l'an 2000 qu'il imagine semblable au sport-spectacle américain, Berlusconi annonce la nécessité de créer un championnat mondial des clubs et recrute déjà, malgré les restrictions de l'époque, de nombreux étrangers tels que Dejan Savićević, Jean-Pierre Papin, Zvonimir Boban… Si l'équipe est souvent comparée à la dream team du début de cette décennie, cette concentration de talent nuit au climat de l'équipe. En 1991, le club ne remporte aucun titre, et est éliminé en coupe d'Europe par l'Olympique de Marseille. Arrigo Sacchi est remplacé par Fabio Capello. Sous les ordres de Capello, les trophées s'accumulent : Championnat en 1992, 1993, 1994 et 1996, Coupe des champions en 1994, super coupe d'Italie en 1992, 1993 et 1994, Supercoupe d'Europe en 1995. En 1993, le Milan s'incline face à Marseille en finale de la Ligue des champions (ex-coupe d'Europe des clubs champions). Silvio Berlusconi annonce alors à TF1 que la défaite est dure mais que Milan sera en finale l'année suivante. Malgré les départs de Frank Rijkaard et Ruud Gullit, sans oublier la blessure de Marco van Basten, mais avec le renfort de Marcel Desailly, les Rossoneri reviennent bien en finale face au FC Barcelone, qui est alors composé de Romário et de Hristo Stoitchkov. Alors que les pronostics sont en faveur du club catalan, qui développe sous la houlette de Johan Cruyff un jeu d'attaque et spectaculaire, à l'opposé du jeu défensif de Capello, l'AC Milan l'emporte par un score de 4-0 à Athènes.

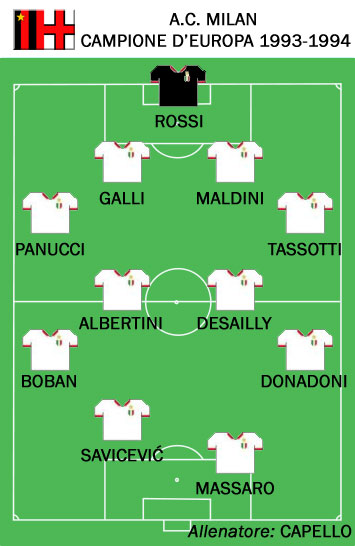
L'Équipe de la finale de la ligue des champions 1993-1994

En 1995, le club perd en finale de la Ligue des champions contre l'Ajax Amsterdam (1-0, but de Patrick Kluivert) et ne remporte aucun titre. En 1996, le club renoue avec le succès et s'impose en championnat d'Italie pour la quinzième fois, comptant dans ses rangs le premier Ballon d'or africain George Weah (venu du Paris SG) et le Ballon d'or 1993 Roberto Baggio. Toutefois, en quart-de-finale de la coupe de l'UEFA (seul trophée que l'AC Milan n'a pas encore gagné), le club est surpris par les Girondins de Bordeaux de Zinédine Zidane, Christophe Dugarry et Bixente Lizarazu, battu 3-0 au retour alors que Milan avait gagné 2-0 à domicile à l'aller ; contre-performance d'autant plus grande que le Milan alignait ce soir-là des joueurs tels que Paolo Maldini, Marcel Desailly, Franco Baresi, George Weah, alors Ballon d'or en titre, ou encore Roberto Baggio, lui aussi Ballon d'or trois années plus tôt.

### Déclin relatif sur la scène européenne (1996-2002)
| Saisons 1996–2002              |                    |        |
| Saison                         | Classement         | Points |
| 1996/97                        | 11.                | 45     |
| 1997/98                        | 10.                | 49     |
| 1998/99                        | Médaille d'or      | 65     |
| 1999/00                        | Médaille de bronze | 62     |
| 2000/01                        | 6.                 | 50     |
| 2001/02                        | 4.                 | 57     |
| Vert : Victoire en championnat |                    |        |

Principaux titres :
 Championnat d'Italie (1)
- Champion en 1999

 'Supercoupe d'Italie 
- Finaliste en 1997 et 1999

#### La crise: Tabárez et le retour de Sacchi (1995-1998)
La fin de la décennie est devenue plus difficile pour le Milan. Lors de l'intersaison, le club se sépare de Fabio Capello qui rejoint le Real Madrid. Les rapports entre Silvio Berlusconi et les joueurs deviennent de plus en plus conflictuels : pour des questions politiques avec Ruud Gullit ; pour des questions esthétiques avec Christophe Dugarry et Ibrahim Ba. Certains s'acclimatent mal (Patrick Kluivert, Edgar Davids). Rares sont les stars étrangères qui parviennent à s'imposer. Franco Baresi arrête sa carrière. Le trio néerlandais n'est plus là. Les piliers (Marcel Desailly, Paolo Maldini, Alessandro Costacurta) vieillissent.
Entre 1996 et 1998, après une ère de dix années de domination sur le plan national comme sur le plan international, le Milan connait deux saisons disparates de désillusion, par l'échec des choix techniques et des achats hasardeux signe indéniable de la fin d'un cycle, illustré notamment par une 11e place et 10e place, respectivement lors des saisons 1996-1997 et 1997-1998 et une brusque élimination en Ligue des champions durant la saison 1996-1997, ce qui incite la direction de la société à un changement radical et à concevoir la refondation presque totale de l'équipe.
Durant l'été 1996, Milan confie la gestion technique à l'entraineur uruguayen, Óscar Tabárez, alors accueilli avec un certain scepticisme de la presse et des supporters[réf. nécessaire]. Les nouvelles acquisitions — Christophe Dugarry, Edgar Davids, Michael Reiziger, Pietro Vierchowod, Jesper Blomqvist (à partir de janvier) et le gardien Angelo Pagotto — se greffent à un effectif fiable et confirmé, constitué de Franco Baresi, Dejan Savićević, Roberto Baggio, Mauro Tassotti, Sebastiano Rossi, Zvonimir Boban, George Weah, Paolo Maldini, Demetrio Albertini, Marco Simone, Alessandro Costacurta et Marcel Desailly, qui composaient une grande partie de l'équipe championne d'Italie la saison précédente.
L'ossature globale reste en grande partie inchangée par rapport à l'année précédente, avec une unique cession majeure, celle de la bandiera Roberto Donadoni, pour les Américains des MetroStars de New York.
Bien que le club présente encore un effectif riche en grands joueurs, après neuf saisons de succès ininterrompus, le club lombard connaît une période de déconvenue et de déception. Le début de la saison s'engage mal, avec une première défaite face à l'ACF Fiorentina (1-2), match comptant pour l'attribution de la Supercoupe d'Italie. L'entame de championnat et le bilan au bout des onze premières journées est famélique. Le 1er décembre 1996, une défaite face au Piacenza Calcio (3-2) sonne le glas de l'aventure de Tabárez sur le banc milanais. Arrigo Sacchi revient au sein de l’AC Milan après sa démission de sélectionneur de l'équipe nationale italienne.
L'arrivée de l'Italien, n'inversera cependant pas pour autant la tendance négative. Quelques jours après sa réapparition à la tête de l'équipe, à la suite d'un retentissant revers à domicile face au Rosenborg BK (1-2) lors d'une confrontation directe et décisive pour la qualification, Milan est éliminé de la phase de groupes de la Ligue des champions. Les Rossoneri n'avaient pourtant besoin que du point du match nul pour valider leur participation au tour suivant.
L'année se conclut sur une décevante 11e position, loin des places qualificatives pour les compétitions européennes avec 11 victoires pour 13 défaites. On retient alors de multiples insuccès, et quelques débâcles, notamment celle du 6 avril 1997 à domicile contre la Juventus FC (1-6).

#### Cycle de Zaccheroni (1998-2001)

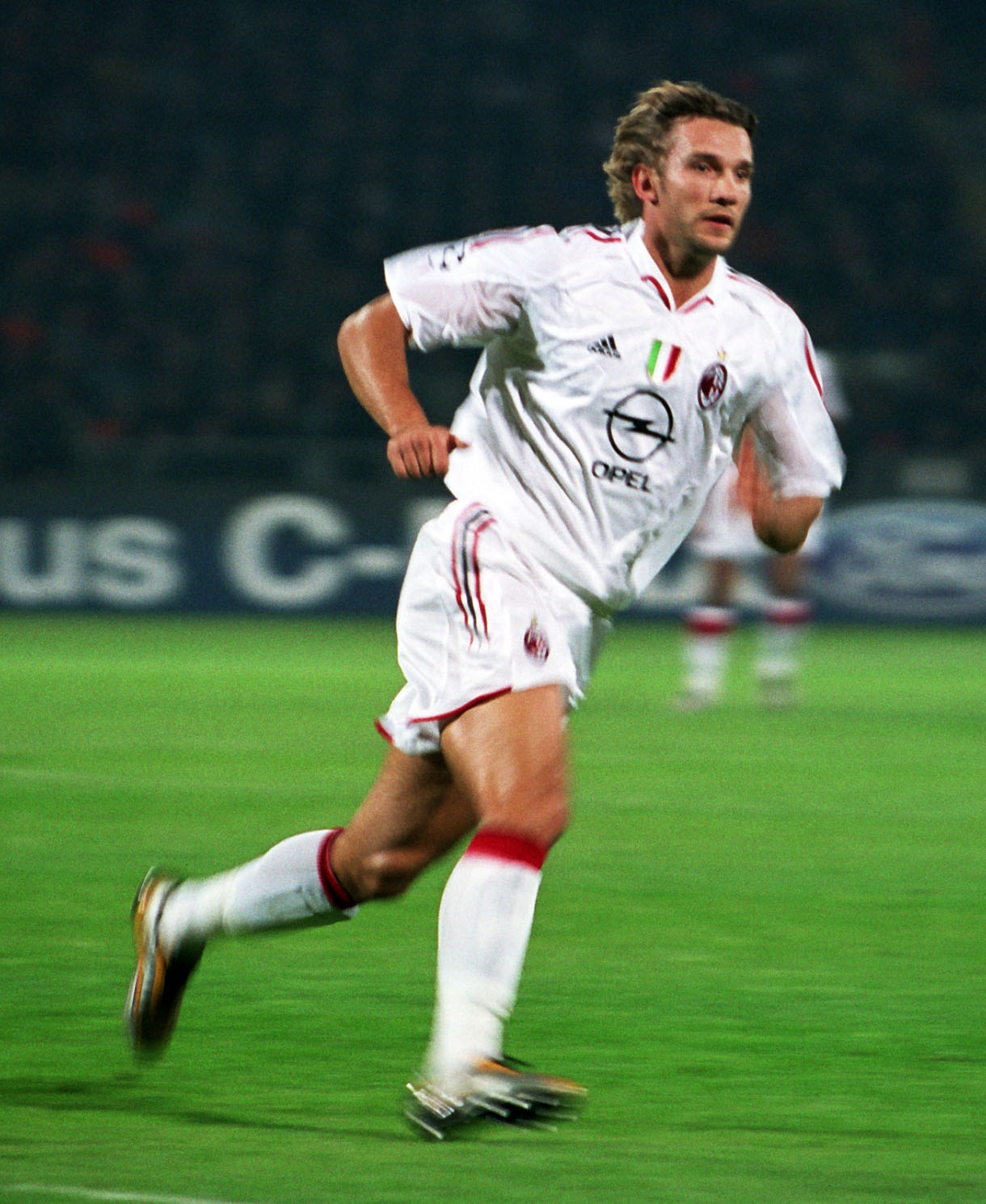
Andriy Chevtchenko

En 1998, Alberto Zaccheroni arrive comme entraîneur en provenance d'Udinese Calcio. Il emmène avec lui le défenseur danois Helveg et l'attaquant allemand Oliver Bierhoff (récent meilleur buteur de la Série A). Pour son centenaire, le club remporte le championnat. Durant cette saison, des jeunes joueurs vont émerger, à commencer par le gardien de 21 ans Christian Abbiati.
En 1999, l'Ukrainien Andriy Chevtchenko arrive au club et remporte le titre de meilleur buteur du championnat d'Italie, l'équipe enregistre également les arrivées de Gennaro Gattuso, Serginho et Dida.

### LesMeravigliosid'Ancelotti (2002-2009)
| Saisons 2002–2009                                                                                    |                    |        |
| Saison                                                                                               | Classement         | Points |
| 2002/03                                                                                              | Médaille de bronze | 61     |
| 2003/04                                                                                              | Médaille d'or      | 82     |
| 2004/05                                                                                              | Médaille d'argent  | 79     |
| 2005/06                                                                                              | Médaille de bronze | 88*    |
| 2006/07                                                                                              | 4.                 | 61*    |
| 2007/08                                                                                              | 5.                 | 64     |
| 2008/09                                                                                              | Médaille de bronze | 74     |
| Vert : Victoire en championnat Rouge : saisons affectées par le Calciopoli - : points avant pénalité |                    |        |

Principaux titres :
 Ligue des champions (2)
- Vainqueur en 2002–03 et 2006–07
- Finaliste en 2004–05

 Championnat d'Italie (1)
- Champion en 2003–04
- Vice-champion en 2004–05

 Coupe d'Italie (1)
- Vainqueur en 2002–03
- Finaliste en 2004–05

 Supercoupe d'Italie (1)
- Vainqueur en 2004

 Supercoupe de l'UEFA (2)
- Vainqueur en 2003 et 2007

 Coupe du monde des clubs de la FIFA (1)
- Vainqueur en 2007

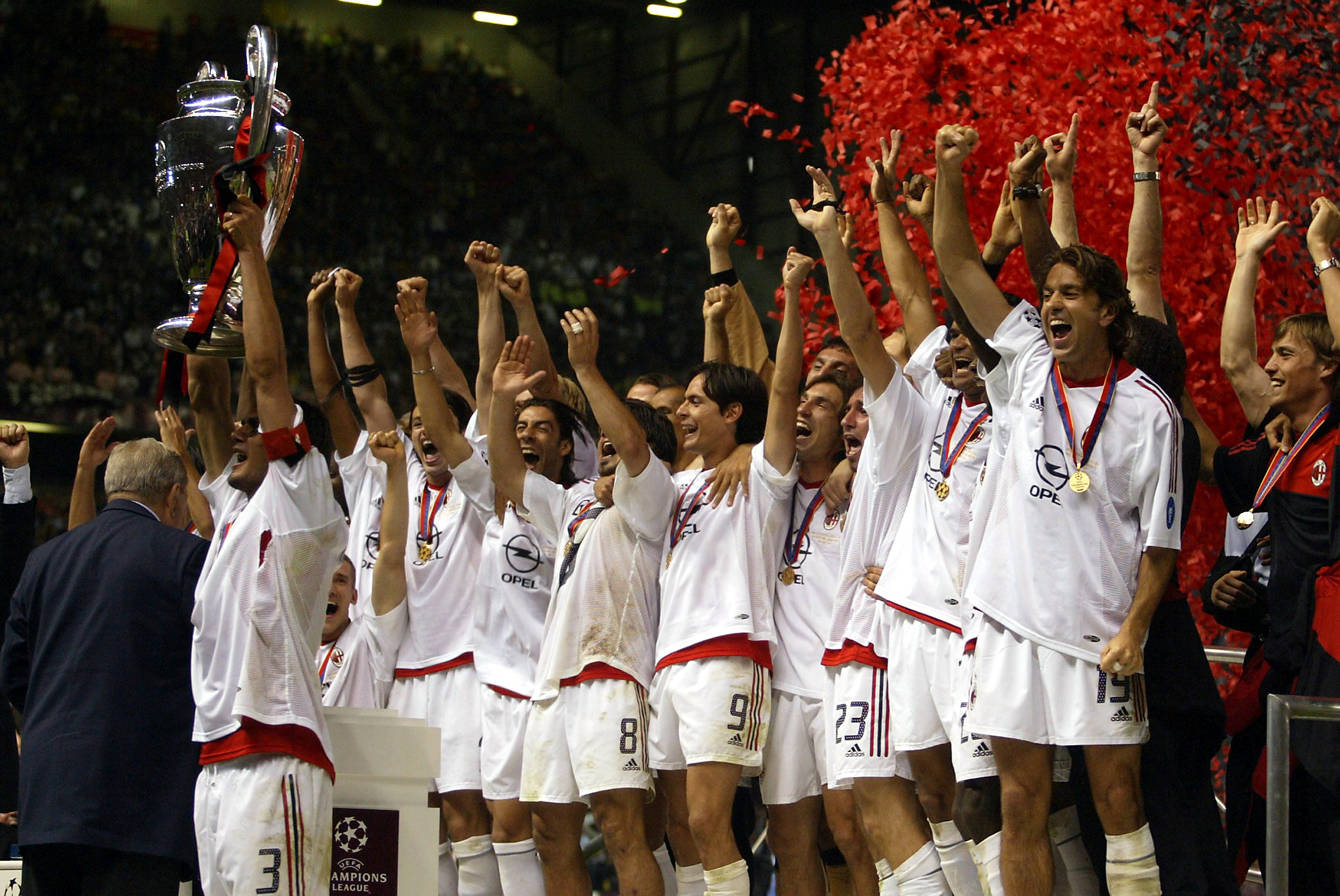
Célébration de la victoire finale en Ligue des champions à Manchester en 2003

C'est avec l'arrivée de l'entraîneur Carlo Ancelotti en novembre 2001, que le club espère un renouveau. Avec un secteur offensif renforcé par l'arrivée des stars Rui Costa et Filippo Inzaghi, supplées par un jeune milieu de terrain talentueux, Andrea Pirlo, le bilan de la saison 2001-2002 est mitigé avec une insuffisante quatrième place. Une nouvelle star arrive, cette fois-ci en défense, il s'agit d'Alessandro Nesta, brillant pilier de la Lazio. Clarence Seedorf débarque de l'Inter pour compléter un trio de caractère au milieu de terrain aux côtés de Gennaro Gattuso et Andrea Pirlo, dans un système en 4-3-1-2. À l'issue de la saison, le club finit troisième du championnat, mais se hisse jusqu'à une finale de ligue des champions 2003 100 % italienne contre la Juventus de Turin. Les Rossoneri l'emportent aux tirs au but et réalisent un doublé avec la coupe d'Italie. Ils sortiront également vainqueurs de la Supercoupe d'Europe contre Porto.

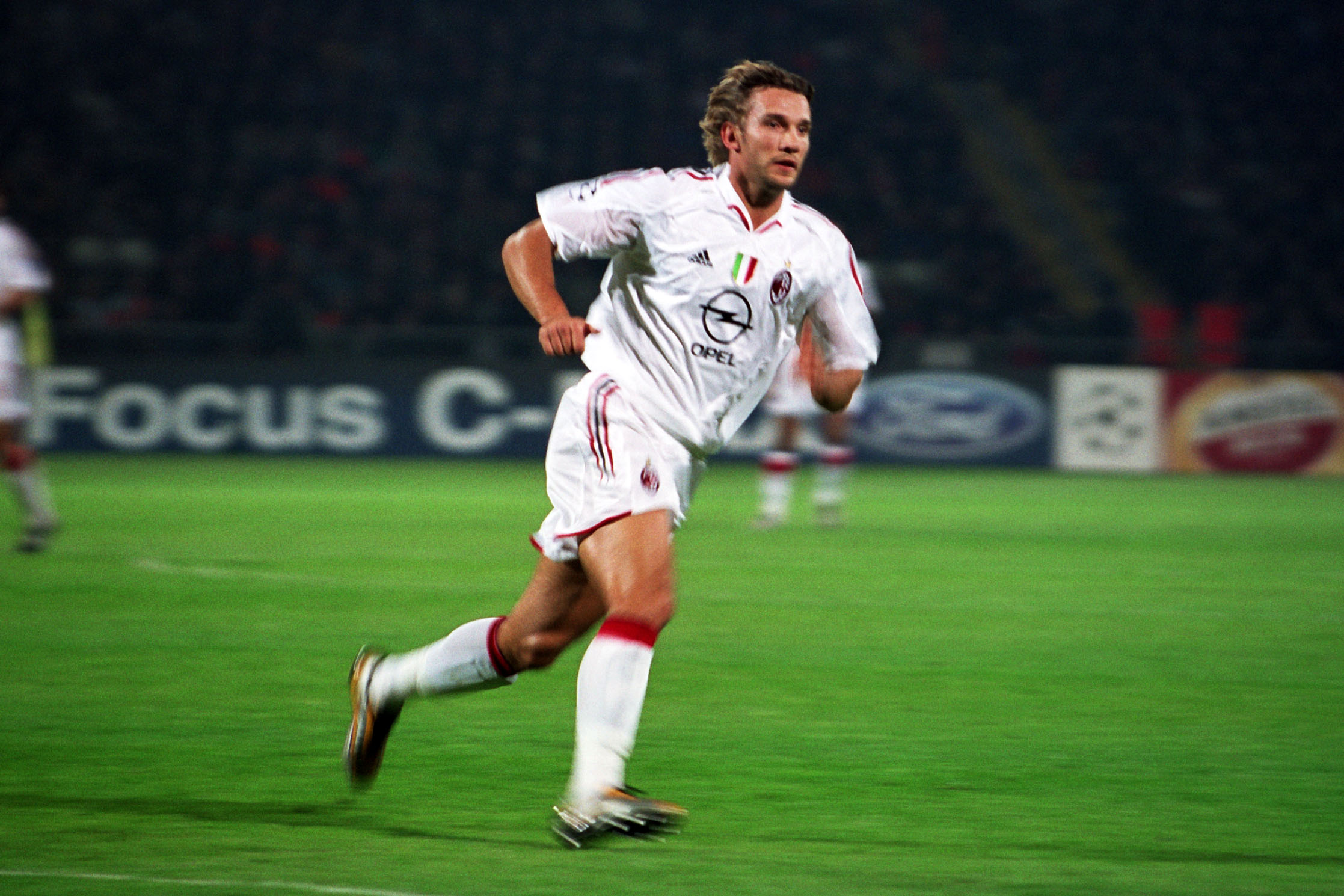
Chevtchenko sous le maillot du Milan AC en 2004.

Sur leur lancée, ils remportent le 17e Calcio de l'histoire du club dès la saison suivante, avec un effectif renforcé en amont par deux champions du monde brésiliens en titre, le jeune talent émergent Kaká et l'expérimenté capitaine de la seleção Cafu. En 2005, avec le roc défensif Jaap Stam et l'attaquant vedette Hernán Crespo, le club se voit finir vice-champion en Série A et atteint à nouveau la finale de la Ligue des champions. Ce duel au sommet contre Liverpool FC à Istanbul entre dans l'histoire de la compétition, puisque menant au score largement à la mi-temps 3-0, l'AC Milan est rejoint au coup de sifflet final 3-3, avant de s'incliner avec dépit lors de la séance de tirs au but.
Lors de l'édition suivante, l'AC Milan se fait éliminer en demi-finale, face au futur vainqueur, le FC Barcelone, et finit à nouveau dauphin du championnat au terme de l'exercice 2005-2006. Mais lors de l'été, l'affaire Calciopoli éclate, et pénalise le club lombard d'un retrait de 44 points du bilan de sa saison dans un premier verdict, ne lui donnant plus la possibilité de jouer la prochaine ligue des champions. Le Milan est néanmoins toujours autorisé à jouer en Série A, avec un handicap de 15 points, contrairement à la Juventus, reléguée en division inférieure. En appel, la cour fédérale réduit la peine à 30 points de retrait au lieu de 44, ce qui change totalement la donne, puisque désormais troisième au classement général, le club est à nouveau en lice pour la Ligue des champions 2006-2007 à travers un tour préliminaire. Sa sanction pour la nouvelle saison est également réduite à 8 points au lieu de 15. Ce même été, le lauréat du ballon d'or 2004, la star Andriy Chevtchenko quitte le club, séduit par l'ambitieux projet sportif de Chelsea FC, contre 46 M€. Son rôle est repris par Alberto Gilardino, arrivé la saison passée.

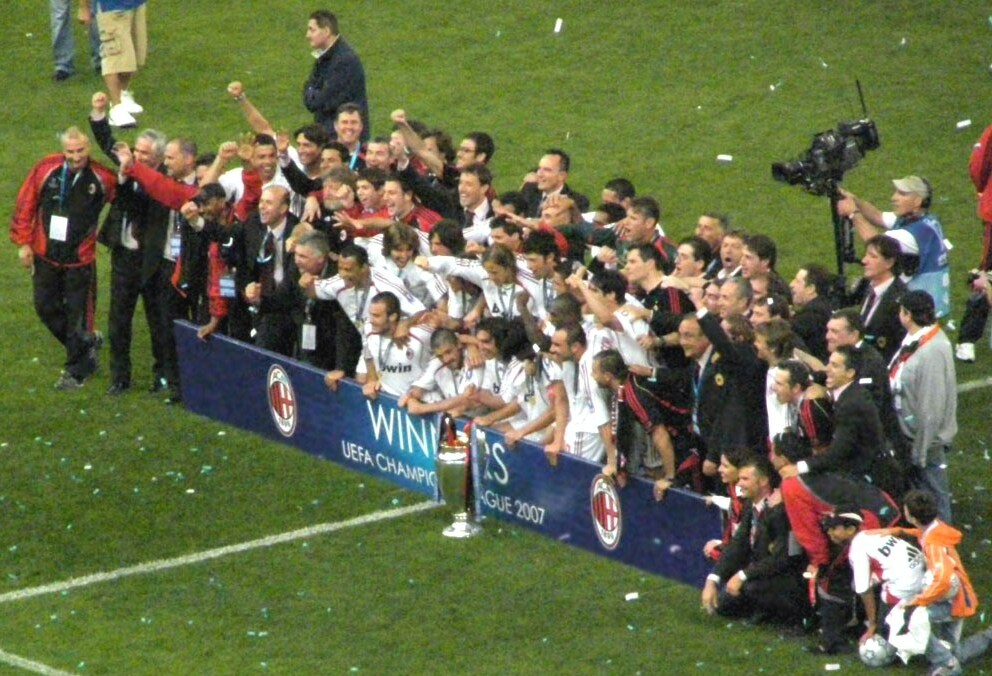
Célébration des joueurs lors de la victoire finale en Ligue des champions à Athènes en 2007

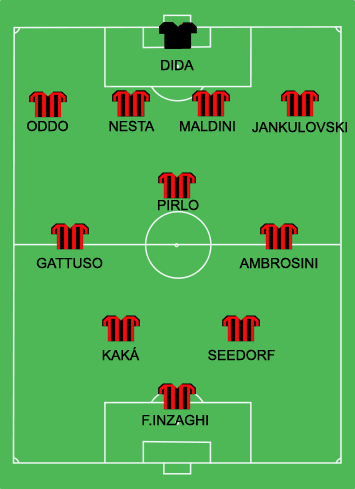
Formation lors de la victoire finale en à Athènes en 2007

Avec ces handicaps, le Milan connaît un début de saison poussif en Série A en se retrouvant 15e au bout de 9 matches sans victoires. Il finit malgré tout par se hisser à la quatrième place du classement final, en grande partie grâce à l'arrivée d'Il Fenomeno Ronaldo lors du mercato d'hiver. C'est par contre sans lui (non éligible), mais avec son compatriote Kaká que le club réussit à se distinguer en Ligue des champions. L'époustouflant Brésilien mène admirablement l'équipe jusqu'en finale à Athènes, puis s'affirme en étant l'artisan de la victoire 2-1 contre Liverpool FC, synonyme de revanche sur le Miracle d'Istanbul. Le club remporte ainsi son septième trophée dans cette prestigieuse compétition qu'il a failli ne pas disputer à la base. L’AC Milan fut surnommé en France les Stratosphériques en surenchère du surnom du Real Madrid, les Galactiques. En Italie, on parle des Meravigliosi, tellement cet effectif dégage du caractère, avec un joueur iconique à chaque poste.

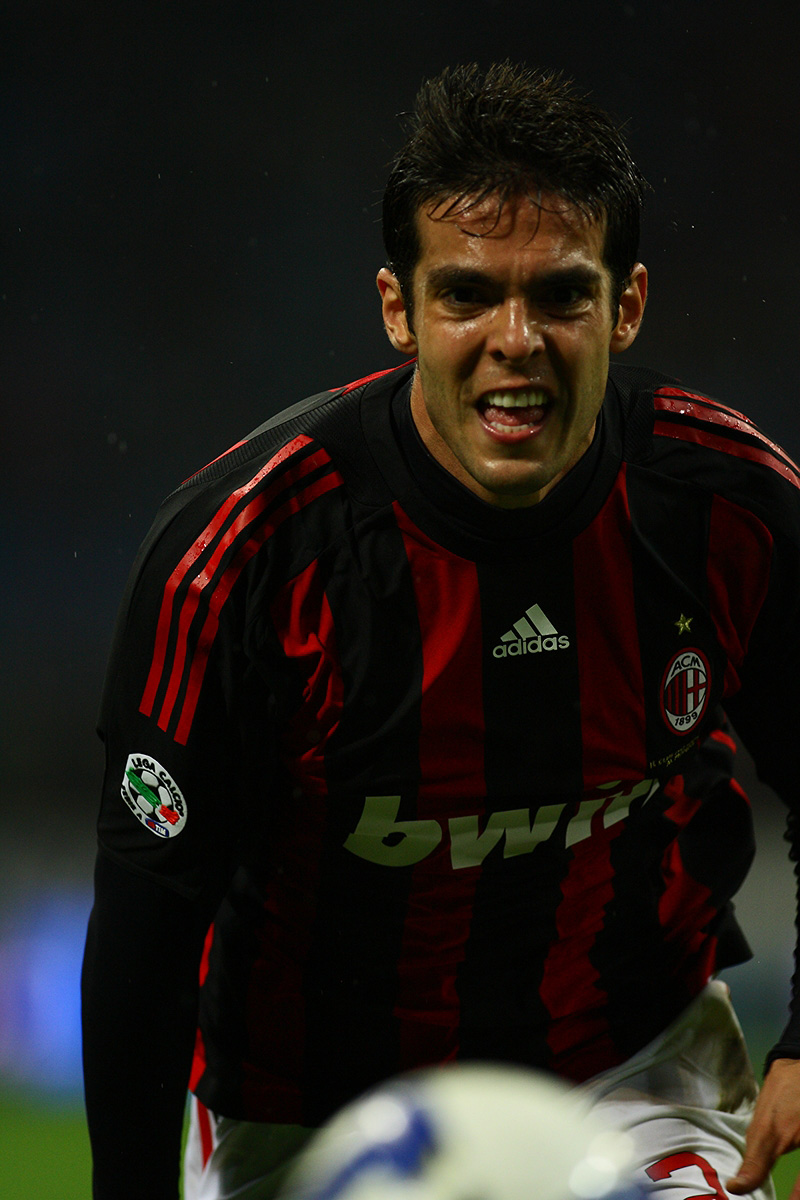
Kaká, joueur majeur et artisan du parcours exceptionnel du Milan en Ligue des champions en 2007

Fin 2007, le Milan, déjà vainqueur de la supercoupe de l'UEFA, devient le premier club européen à remporter la coupe du monde des clubs à Tokyo. Il s'agit là aussi d'une revanche (4-2) sur Boca Juniors qui l'avait battu en 2003 lors de l'ancienne coupe intercontinentale. En janvier 2008, alors que le jeune Alexandre Pato est enfin autorisé à faire ses débuts, Ronaldo se blesse grièvement. Les performances de l'équipe s'en ressentent, puisqu'elle enchaîne les contre-performances. Elle se fait d'abord éliminer dès les huitièmes de finale de la Ligue des champions, et termine ensuite à une modeste cinquième place du Calcio. À peine un an après avoir remporté la plus prestigieuse des compétitions européennes, le club sort par la petite porte et doit ainsi se contenter d'une simple participation en coupe de l'UEFA.
Pour pallier le problème de la profondeur du banc qui avait porté préjudice la saison précédente, l’AC Milan réalise un mercato mouvementé. Accompagné du latéral Gianluca Zambrotta, Ronaldinho arrive en star du FC Barcelone, Mathieu Flamini débarque d'Arsenal. Luca Antonini, Marco Borriello et Christian Abbiati reviennent, ce dernier voué à devenir le nouveau gardien titulaire en place d'un Dida émoussé, de moins en moins réactif et souvent déconcentré. Enfin, la star anglaise David Beckham arrive en renfort en hiver, ayant dès lors un impact qualitatif important dans l'entrejeu, contrairement au retour très attendu mais finalement décevant du buteur Andriy Chevtchenko, qui n'a réussi à marquer en aucune de ses apparitions en championnat. Les cadres de l'équipe enchaînent de longues blessures, et c'est justement ce nouveau banc qui en assure l'intérim, avec seulement un Pato en pleine forme en pointe de l'attaque. En coupe de l'UEFA, le club est éliminé dès les 16e de finale par le futur finaliste, le Werder Brême. Le Milan termine troisième du championnat à égalité de points avec la Juventus, et s'apprête donc à renouer avec la Ligue des champions. Avec ce nouveau bilan moyen en championnat et médiocre à l'échelle continentale, la saison 2008-2009 témoigne de la fin soudaine d'une ère de gloire, avec une équipe qui commence à s'essouffler juste après avoir conquis les sommets européens.

### Fin d'un cycle sous l'ère d'Allegri (2009-2013)
| Saisons 2009–2013              |                    |        |
| Saison                         | Classement         | Points |
| 2009-10                        | Médaille de bronze | 65     |
| 2010-11                        | Médaille d'or      | 82     |
| 2011-12                        | Médaille d'argent  | 69     |
| 2012-13                        | Médaille de bronze | 65     |
| Vert : Victoire en championnat |                    |        |

Principaux titres :
 Championnat d'Italie (1)
- Champion en 2011
- Vice-champion en 2012

 Supercoupe d'Italie (1)
- Vainqueur en 2011

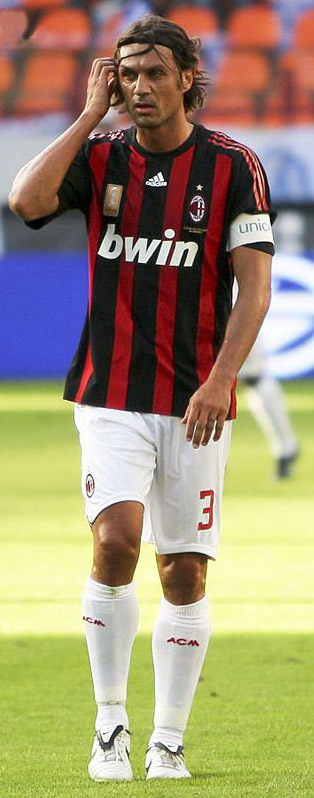
Paolo Maldini, quintuple vainqueur de la Ligue des champions avec le Milan AC, parmi les plus grands défenseurs de tous les temps

Cette saison 2008-2009 se clôt sur plusieurs départs importants. C'est tout d'abord Paolo Maldini, véritable monument de l'AC Milan, qui, à 41 ans, tire sa révérence en mettant un terme à une carrière record de plus de vingt-cinq années riches en succès et titres majeurs. En hommage à sa fidélité et à son immense talent, le club décide de retirer le numéro 3 de son jeu de maillots. Départ également pour l'entraîneur emblématique de la dernière décennie, à l'origine des deux dernières consécrations européennes, Carlo Ancelotti, qui décide de tenter un nouveau challenge en Premier League avec Chelsea. Leonardo, jusque-là directeur sportif du club, lui succède sur le banc. C'est enfin Kaká, qui laisse un vide énormissime à son poste de milieu offensif en signant à la surprise générale au Real Madrid, lors d'un transfert record de 65,5 M€, soit le troisième transfert le plus élevé de l'époque. Même Yoann Gourcuff, principal prétendant pour prendre la relève à son poste n'a finalement pas convaincu et a été vendu aux Girondins de Bordeaux. Du côté des arrivées, si celle de Klaas-Jan Huntelaar s'avère peu prolifique, au profit de l'italien formé au club Marco Borriello qui redevient le titulaire en pointe de l'attaque avec Alexandre Pato, celles de la relève en défense centrale, Thiago Silva, et du jeune Ignazio Abate reconverti en arrière droit s'avèrent probantes. Sans son défenseur emblématique, ni son maître à jouer brésilien, avec un entraîneur peu expérimenté et malgré un effectif vieillissant, le Milan parvient tout de même à décrocher une précieuse troisième place en Série A.
Massimiliano Allegri, auteur d'une saison fantastique avec Cagliari lui permettant d'être désigné meilleur entraîneur de Série A, prend la succession de Leonardo pour la nouvelle saison. Un autre défenseur remarquable des dix dernières années quitte le club à son tour : le Géorgien Kakha Kaladze. Outre l'arrivée du talentueux milieu de terrain Kevin-Prince Boateng, c'est lors des derniers jours du mercato d’été 2010 que le monde du football est ébahi par le recrutement inattendu de la doublette de stars Zlatan Ibrahimović et Robinho. La presse footballistique s'enflamme alors pour ceux qu'elle surnommera les quatre fantastiques (Ibrahimovic, Robinho, Pato et Ronaldinho). Dans les faits, ceux-ci seront rarement titularisés ensemble par Allegri, Pato étant souvent blessé et Ronaldinho s'étant complètement éloigné de son niveau habituel. 

Zlatan Ibrahimović, Ronaldinho et Pato sous les couleurs du club

Leader du début de championnat 2010-2011 grâce à ses 12 victoires, l'AC Milan clôture en beauté la phase aller avec un retour au score épique (mené 4-0 à la mi-temps le Milan revient à 4-4) face à l'Udinese amorcé par Boateng. Quant à Ronaldinho, transparent lors de ses entrées en jeu, méconnaissable, n'aura régalé le public italien de ses gestes techniques de grande classe que pendant deux saisons à peine, puisqu'il est cédé dès l'hiver à Flamengo, comblé par l'arrivée d'Antonio Cassano. Meilleure défense et meilleure attaque de Série A, l'AC Milan finit champion d'Italie pour la 18e fois de son histoire, 7 ans après son dernier titre national. Le champion en titre accueille Philippe Mexès pour renforcer sa défense, puis un jeune attaquant talentueux de 18 ans du Genoa, Stephan El Shaarawy. Il perd toutefois un de ses joueurs clé, le maître orchestrateur au milieu de terrain Andrea Pirlo. Jugé vieillissant, moins performant et Allegri lui préférant désormais d'autres profils à son poste, son contrat n'est pas reconduit. Il s'engage alors librement pour la Juventus qui saute sur l'occason. C'est d'ailleurs en très grande partie grâce au métronome italien que cette dernière sera sacrée championne de Serie A la saison suivante, voire les saisons d'après. Adriano Galliani, dirigeant de l'époque, admettra plus tard que ce départ était la plus grosse erreur de sa carrière. Le Milan quant à lui, termine deuxième, au terme d'un championnat resté indécis jusqu'à l'avant-dernière journée.

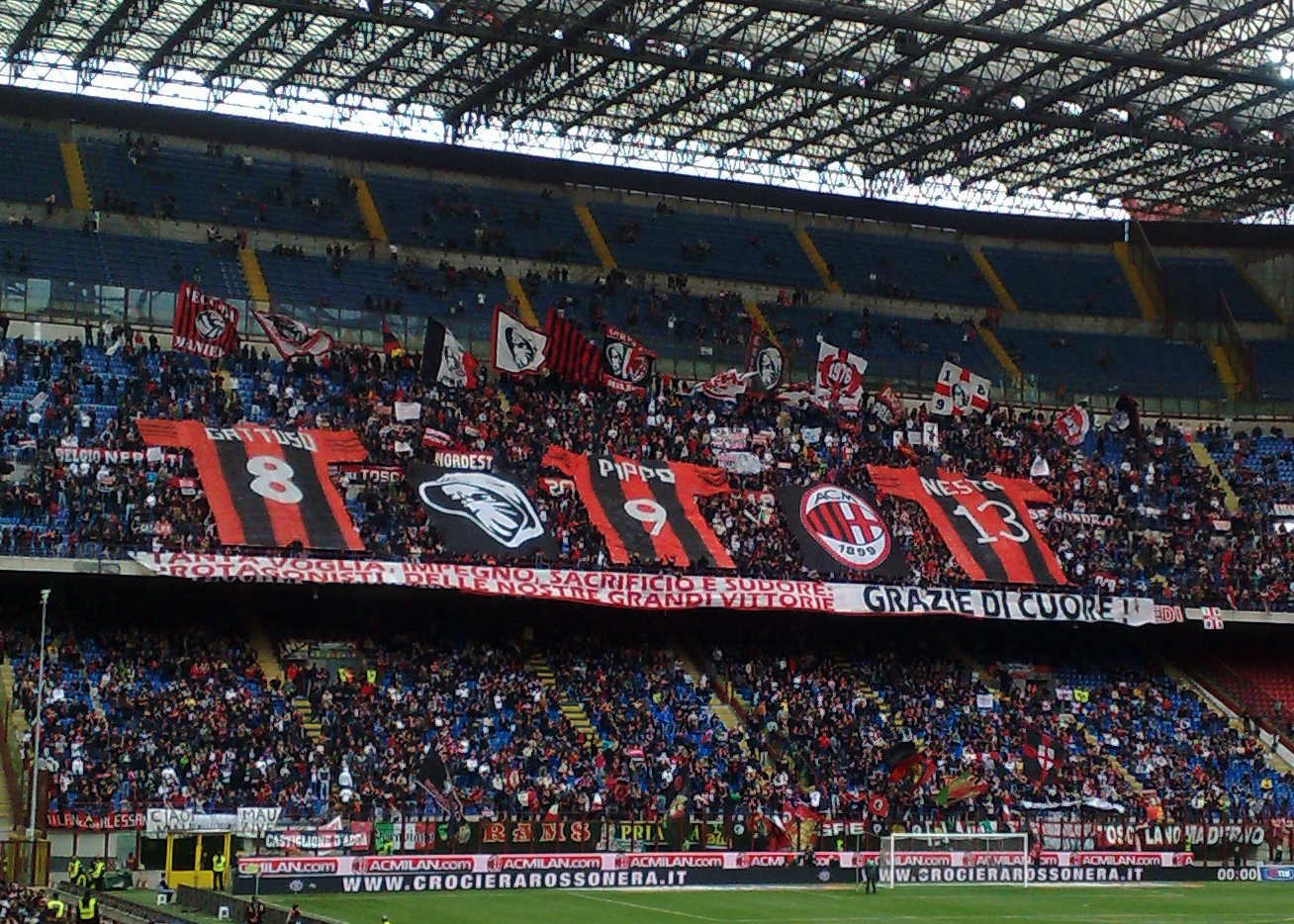
Dernier hommage du public Rossoneri à Gennaro Gattuso, Filippo Inzaghi et Nesta lors d'un match d'adieu émouvant au San Siro

La fin de cette saison 2011-2012 est marquée par un tournant majeur, car c'est un chamboulement total de l'effectif qui va se produire. À commencer par les derniers emblèmes de la génération dorée des Meravigliosi d'Ancelotti, Gennaro Gattuso, Filippo Inzaghi, Alessandro Nesta et Clarence Seedorf qui vont tous faire leurs adieux au public en même temps lors du match de clôture du championnat contre Novare, au terme d'un dernier but incroyable où les quatre joueurs sont directement impliqués avec Inzaghi à la conclusion. Ce n'est pas tout, puisque les deux piliers de l'équipe Zlatan Ibrahimović et Thiago Silva, sont cédés au PSG sous l'influence de leurs ex-collaborateurs Leonardo et Carlo Ancelotti, nouvel entraîneur du club parisien. Enfin, Mark van Bommel, Gianluca Zambrotta et aussi Antonio Cassano quittent également le Milan, ce dernier étant exaspéré par la politique douteuse du club aux ambitions assez floues avec tous ces départs simultanés. Avec autant de personnalités éminentes qui ne vont plus porter les couleurs du club, c'est une grande page de son Histoire qui se tourne.
Le club lombard tente alors tant bien que mal de combler ces départs massifs, mais le recrutement est peu faramineux avec seulement des joueurs de second plan. La crise économique, ajoutée à une inflation importante des salaires et clauses des joueurs compte tenu des capacités financières attractives de quelques clubs nouvellement enrichis, impactent lourdement l'AC Milan qui ne peut plus suivre la cadence. Le fair-play financier instauré par l'UEFA aura finalement raison de la politique sportive du club, obligé de rebâtir son équipe à coup de transferts à très moindres coûts.
Sans grosse surprise, le début de saison du club qui a énormément perdu de sa superbe est laborieux. Seul l'attaquant Stephan El Shaarawy, surnommé il Faraone, sortira du lot en livrant des performances encourageantes en début du championnat, grâce à son enchaînement de buts décisifs. Continuant sa révolution, le Milan décide lors du mercato hivernal de céder l'attaquant éternel espoir Alexandre Pato au SC Corinthians, après cinq saisons au club entachées par ses blessures récurrentes qui l'ont empêché d'exploiter complètement son énorme potentiel. Pour combler cette perte, le club recrute Mario Balotelli de Manchester City. Avec 12 buts en 13 matches, l'attaquant contribuera grandement à la remontée au classement du club en seconde partie de saison jusqu'à une troisième place décrochée in extremis lors de la dernière journée.

### Le déclin d'un géant européen (2013- aujourd'hui)

#### Déboires financiers et déclassement sportif: Les années noires (2013-2019)
| Saisons 2013–2019              |            |        |
| Saison                         | Classement | Points |
| 2013-14                        | 8.         | 50     |
| 2014-15                        | 10.        | 45     |
| 2015-16                        | 7.         | 50     |
| 2016-17                        | 6.         | 54     |
| 2017-18                        | 6.         | 56     |
| 2018-19                        | 5.         | 61     |
| Vert : Victoire en championnat |            |        |

L’AC Milan aura dès lors beaucoup de mal à se remettre de cette transition de génération mal gérée à la suite des départs de ses illustres cadres. Malgré le retour du légendaire Kaká pour représenter le leader d'une équipe en total manque de repères, les débuts milanais en Série A 2013-2014 sont très difficiles. Stephan El Shaarawy se blesse longuement, Balotelli renoue avec la nonchalance, la nervosité et l'irrégularité qui ont souvent fait sa réputation. L'attaque, menée du coup par un Alessandro Matri calamiteux, peine à marquer, le milieu de terrain est transparent, tandis que la défense fait preuve d'une fébrilité déconcertante. Heureusement, la bonne forme du gardien le plus capé de l'histoire du club italien (380 capes), Christian Abbiati, sauve le club de défaites humiliantes, mais c'est loin de suffire. Les mauvais résultats s'accumulent rapidement et Massimiliano Allegri est désigné comme principal responsable par la presse et bon nombre de supporters de l'humiliante 11e place occupée en championnat à la mi-saison, soit son plus mauvais départ depuis 1981. La direction, sujette à des conflits internes se restructure : Barbara Berlusconi — fille de Silvio — devient non seulement vice-présidente, mais également et surtout administratrice déléguée aux côtés d'Adriano Galliani. Allegri, quant à lui se fait limoger dès la trêve hivernale, remplacé par un ancien de ses joueurs Clarence Seedorf, qui troqua dès lors son maillot de joueur à Botafogo contre le costume d’entraîneur à Milan. Le Néerlandais n'arrive pas non plus à redresser la barre et se voit à son tour quitter ses fonctions après un triste bilan: élimination en 8e de finale de la ligue des champions face à l'Atlético Madrid, et huitième place en Série A ne qualifiant le club pour aucune compétition européenne, une première depuis la saison 1997-1998 !

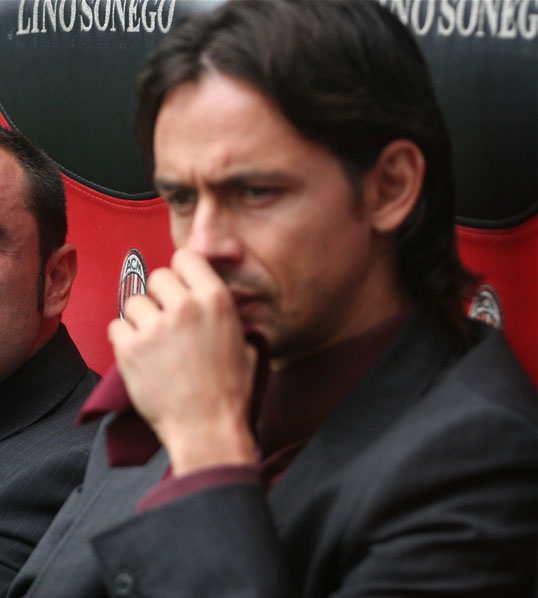
Pensif, Filippo Inzaghi a du mal à trouver des solutions pour remettre le club à sa place.

Ce n'est autre que son ex-coéquipier Filippo Inzaghi, qui va le remplacer sur le banc pour la nouvelle saison. Entraîneur, depuis sa retraite trois ans plus tôt, de la jeune équipe milanaise de Primavera, il se voit confier un challenge compliqué. Car avec une politique de recrutement basée soit sur des stars révolues en manque d'efficacité, reléguées au second plan, soit des joueurs moyens et irréguliers disponibles à moindre coût, ou bien des jeunes talents placardisés qui n'ont jamais réussi à confirmer, le club ne se donne pas les moyens de ses objectifs habituels. Que ce soit contre une formation du haut du tableau ou bien un relégable, le manque de cohésion, le niveau de jeu démontré et l'absence de personnalité du 11 titulaire font rapidement prendre conscience à l'adversaire que cette équipe est tout à fait prenable. L'effectif milanais a le moral en berne, peine à décrocher des victoires, et termine logiquement sa saison en Série A en occupant une désastreuse 10e place.

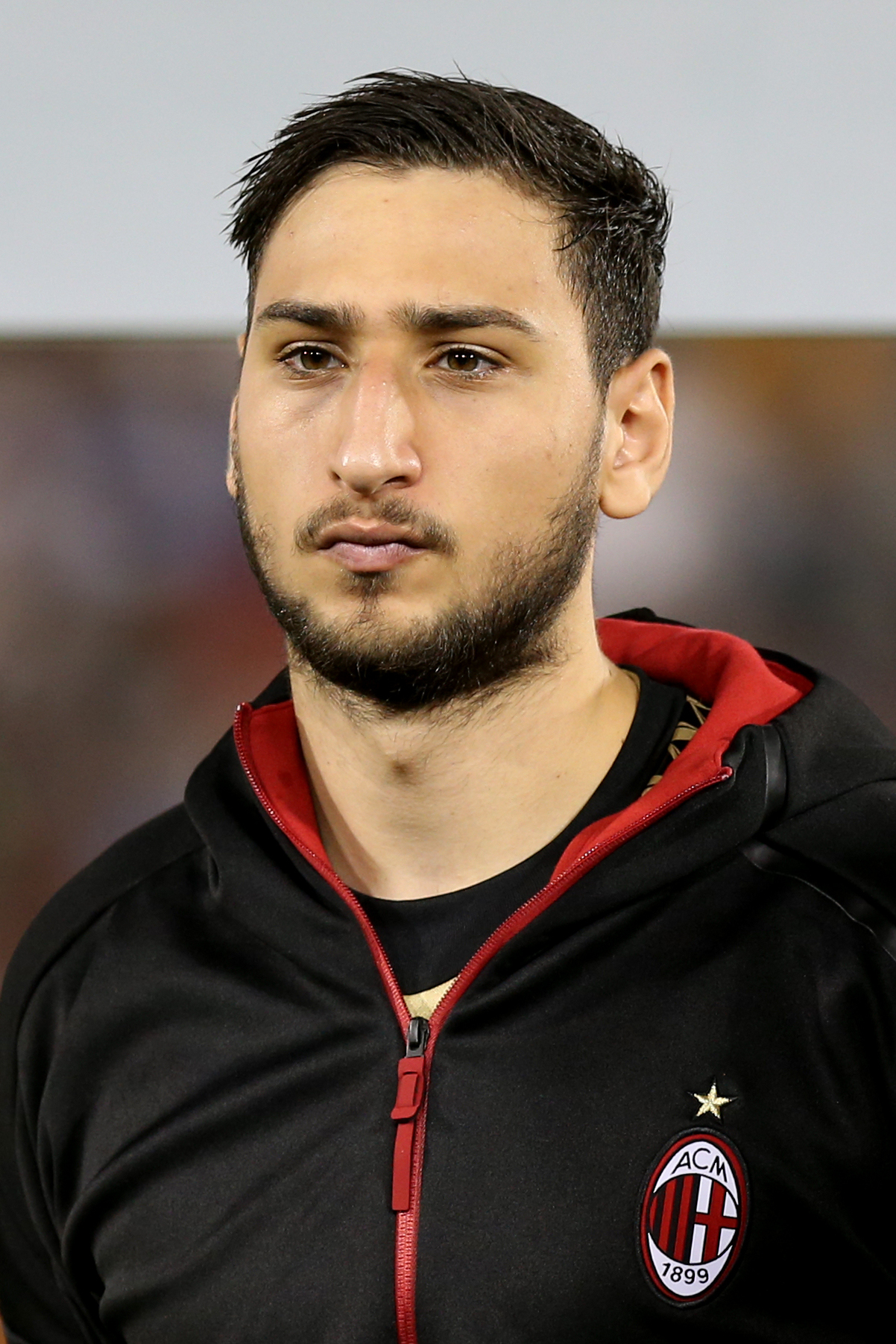
Formé au Milan AC, Donnarumma est titularisé par Mihajlović dès l'âge de 16 ans.

La saison suivante démarre avec Sinisa Mihajlovic sur le banc milanais. Comme en témoignent les 100 M€ dépensés lors du mercato, avec notamment l'attaquant Bacca et le jeune défenseur Alessio Romagnoli, le recrutement est cette fois-ci sérieux et la volonté de sortir de crise est réelle. De plus, le club peut désormais compter sur un très jeune gardien extraordinairement solide pour son âge, une fierté du centre de formation, Gianluigi Donnarumma, titularisé étonnamment tôt par Mihajlovic qui lui a rapidement accordé sa confiance. Les résultats apparaissent néanmoins en dents de scie, avec tantôt des revers douloureux, dont le sévère 0-4 contre le Napoli, qui constitue la deuxième plus lourde défaite jamais enregistrée par le club à domicile, et tantôt des victoires encourageantes, comme la correction 3-0 infligée à l'Inter lors du derby retour. In fine, l’entraîneur serbe ne fait pas long feu et se retrouve limogé à la suite d'une série de cinq matches consécutifs sans la moindre victoire suivie d'une nouvelle défaite à domicile 0-1 contre la Juventus. En interne, l'état de crise demeure, les rumeurs de vente du club à des investisseurs asiatiques sont de plus en plus insistantes. La gestion chaotique du club se reflète sur le rendement de ses joueurs et par conséquent sur ses résultats. C'est dans la désolation totale que le club, pour la troisième année consécutive, ne réussit à se qualifier pour aucune compétition européenne et finit à peine septième de Série A. Même l'exploit inespéré d'avoir atteint la finale de la Coupe d'Italie se conclut par une désillusion 1-0 face à la Juventus.
Le vendredi 5 août 2016, soit trois ans et demi après sa décision de céder des parts, Berlusconi annonce à travers un communiqué du groupe Fininvest lui appartenant la signature d’un accord préliminaire avec un consortium chinois, pour la vente du club à un montant de 740 M€ hors endettement (220 M€). Alors qu'il annonçait au départ vouloir rester majoritaire, puis désirer conserver au moins une part importante entre ses mains, Berlusconi finit par céder la quasi-totalité du club (99,93 %), mettant fin à un règne de plus 30 ans durant lesquels l’AC Milan s'est hissé au sommet du football européen à de nombreuses reprises.
Le groupe des nouveaux acquéreurs chinois se compose principalement de Li Yonghong et Haixia Capital. Le consortium s'engage dans l'accord à investir au moins 350 M€ durant les trois années suivantes pour reconstruire le club qui commence peu à peu à être oublié de l'échiquier des grands d'Europe. Outre les investissements structurels, l’AC Milan espère désormais compter sur des budgets de transferts importants permettant de rebâtir une équipe compétitive à l'échelle italienne et européenne.
Sous les ordres de son nouvel entraîneur Vincenzo Montella, l’AC Milan s'offre son premier trophée depuis 2011, en remportant la Supercoupe d'Italie sur un bel arrêt de son jeune gardien de 17 ans et révélation de la saison passée Gianluigi Donnarumma, lors des tirs au but face à la Juventus (1-1).

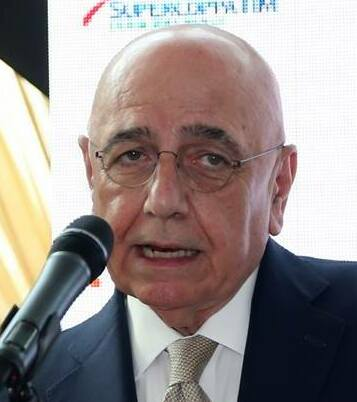
Adriano Galliani, ex bras droit de Berlusconi, a dirigé le club pendant plus de 30 ans

Le processus de négociations avec les investisseurs durera quasiment toute la saison, et ce n'est qu'à un mois de son terme, le 13 avril 2017, que la vente n'est définitivement scellée. Niveau bilan, une modeste sixième place, qui a au moins le mérite d'être qualificative pour la Ligue Europa. Le nouveau visage du club se dessine, Yonghong Li devient le successeur de Berlusconi en tant que président de l’AC Milan, Marco Fassone remplace le légendaire « divin chauve » Adriano Galliani en tant qu'administrateur délégué, et enfin Massimiliano Mirabelli est désigné directeur sportif.
La nouvelle direction se met tout de suite au travail afin de tenter de redorer le blason Rossonero : avec un record historique de plus de 200M€ dépensés en à peine un mois de mercato, le projet d'un renouveau de qualité se fait entendre. Une révolution est enclenchée avec l'arrivée de neuf nouveaux joueurs au talent avéré. L'effectif est alors entièrement renouvelé, seuls y survivront le prometteur gardien Gianluigi Donnarumma, le défenseur Alessio Romagnoli et les deux ailiers Giacomo Bonaventura et Suso. Symbole fort d'une réelle volonté de reconstruire, le recrutement surprise du vétéran Leonardo Bonucci, l'un des meilleurs défenseurs au monde et finaliste sortant de la Ligue des champions avec la Juventus.
Pourtant, rien ne se passe comme prévu. Nommé capitaine, le défenseur clé et nouveau leader de l'équipe débute extrêmement mal sa saison. Il est loin de son niveau habituel, multiplie étrangement les erreurs et ne parvient pas à instaurer le climat de confiance tant espéré, bien au contraire. Les attaquants André Silva et Kalinić recrutés pourtant à prix d'or, sont tellement décevants qu'ils sont même détrônés de leur poste par un jeune attaquant tout juste promu de la jeune équipe de Primavera, Patrick Cutrone. Seul l'ivoirien Franck Kessié, nouvelle recrue au milieu de terrain, sort du lot en démontrant grâce à son physique imposant une solidité et une combattivité hors pair, dans un effectif in globo terriblement mou. Vincenzo Montella de son côté, outre sa communication en public nonchalante, s’y prend maladroitement avec son effectif. Son système préféré en 3-5-2 ne cesse de changer, les titulaires ne sont jamais les mêmes à chaque match et ses schémas tactiques sont très approximatifs. Il se fait limoger avant décembre 2017, contre un Gennaro Gattuso encore peu expérimenté mais bien déterminé à motiver ses troupes en leur transmettant sa célèbre « Grinta » pour laquelle il était tant réputé en tant que joueur.
L’entraîneur italien revient illico au 4-3-3 et n’hésite pas, contrairement à son prédécesseur, à exprimer son insatisfaction ou sa colère en public. Les joueurs, désormais investis et moins hésitants sur le terrain, sont plus entreprenants et développent un jeu plus vif. Les premiers résultats commencent à se dessiner dont une victoire importante contre le rival interiste en Coupe d’Italie. Les Rossoneri réussissent à atteindre la finale de la compétition, mais échouent encore une fois face à la Juventus, avec des erreurs de concentration fatales du jeune gardien Gianluigi Donnarumma. En Ligue Europa, l'équipe est éliminée dès les huitièmes de finale face à Arsenal, bien qu'ayant remarquablement réussi son match retour lors duquel elle subit les conséquences de décisions arbitrales litigieuses. Cette désillusion sera très mal vécue puisqu'il s'en suivra une longue série de six matches sans la moindre victoire en championnat incluant deux défaites, dont une face au dernier relégable. Avec un tel handicap, en plus de son mauvais début de saison, le club ne fait guère mieux qu'une nouvelle sixième place, bien loin des résultats escomptés au vu du mercato ambitieux du début de saison.
À peine une saison après le changement de propriétaire, l'opération de vente du club est sous la menace d'une déroute. Harcelés par le fair-play financier, les investisseurs chinois peinent à présenter leurs garanties et à convaincre de leur capacité à rembourser les prêts contractés auprès du fonds d'investissements américain Elliott. Après plusieurs ultimatums expirés, une sanction sportive majeure tombe : l’AC Milan est exclu de la Ligue Europa qu'il était censé disputer la saison suivante. Les craintes de l'UEFA se justifieront quelques jours après ce verdict, Yonghong Li ne parvient finalement pas à rembourser une partie des dettes à la date butoir du 6 juillet 2018. Il perd ainsi le contrôle du club au profit de son créancier Elliot, qui annonce quelques jours plus tard en être devenu le nouveau propriétaire. À la suite d'un redressement, le tribunal arbitral du sport accepte l'appel des instances du club le 20 juillet 2018 et autorise sa participation à la Ligue Europa 2018-2019.

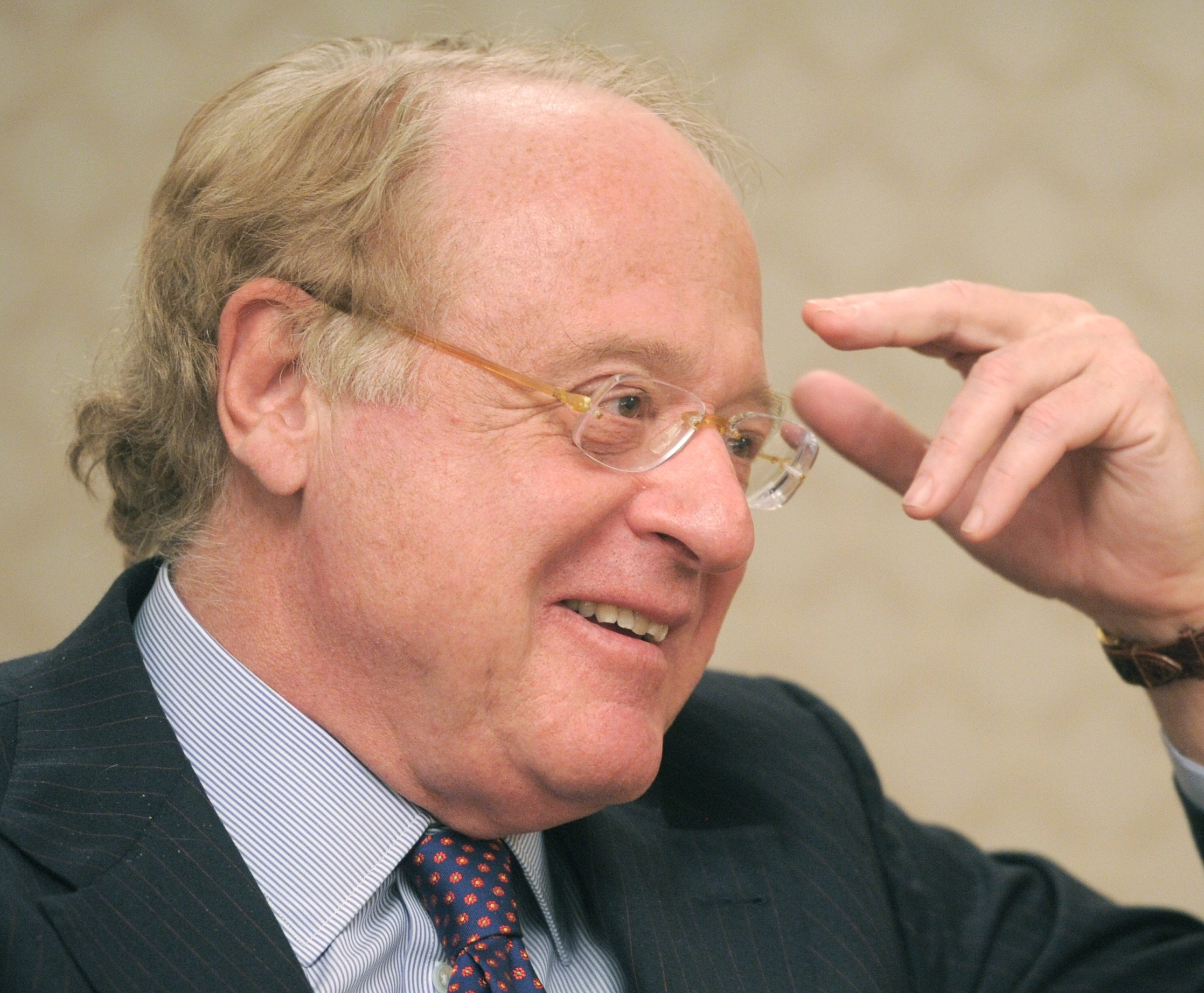
Paolo Scaroni, nouveau président de l'AC Milan

La direction est à nouveau bouleversée. Outre la nomination de Paolo Scaroni à la présidence de l'AC Milan, Ivan Gazidis est désigné directeur général dans ce nouvel organigramme. Le principal fait marquant est la présence au sein des instances de direction, espérée durant des années, de la légende vivante Paolo Maldini. Il est directeur du développement stratégique du secteur sportif, au plus grand bonheur des fans Rossoneri. Leonardo fait un bref retour en tant que directeur sportif le temps d'une saison, remplaçant un Mirabelli dont la maladresse dans la gestion financière et contractuelle des opérations de transferts a ruiné le club sportivement et financièrement. Le Brésilien renvoie rapidement le flop Leonardo Bonucci au bercail, et le troque contre ce qui va s'avérer être une autre future déception Gonzalo Higuaín. Maladroit et inefficace devant les buts en ses quelques mois passés au club, il est remplacé dès la mi-saison par Krzysztof Piątek. Ce dernier démarre en fanfare en inscrivant 7 buts en 8 matchs, mais deviendra également fantomatique dès lors qu'il héritera du numéro 9 d'Higuain la saison suivante. Le public et la presse s'en amusent, et alimentent davantage le mythe présent autour d'une malédiction du numéro 9 d'Inzaghi.

#### Le cycle Pioli et nouveau Scudetto (2019-2024)
| Saisons 2019–2024              |                   |        |
| Saison                         | Classement        | Points |
| 2019-20                        | 6.                | 66     |
| 2020-21                        | Médaille d'argent | 79     |
| 2021-22                        | Médaille d'or     | 86     |
| 2022-23                        | 4.                | 65     |
| 2023-24                        | Médaille d'argent | 75     |
| Vert : Victoire en championnat |                   |        |

Principaux titres (2019-2024) :
 Championnat d'Italie (1)
- Champion en 2022

 Supercoupe d'Italie (1)
- Vainqueur en 2022

Ligue des Champions
- Demi-finaliste en 2023

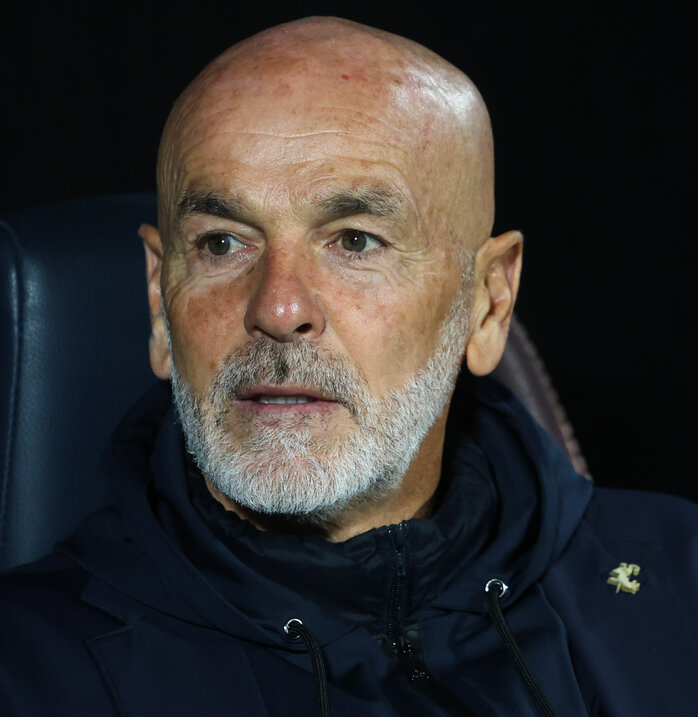
Stefano Pioli entraine le Milan AC de 2019 à 2024.

La saison 2018-2019 se conclut une nouvelle fois sans décrocher de qualification pour la Ligue des champions. Tout s'est joué au bout du suspense lors d'une dernière journée du championnat à rebondissements, pendant laquelle le club passe en quelques minutes de la troisième à la cinquième place. Le bilan de la participation en Ligue Europa est encore plus affligeant, puisque le club ne franchit même pas la phase de poules d'un groupe loin d'être compétitif. Malgré un esprit de combativité remarquable insufflé à ses joueurs, Gennaro Gattuso reconnaît avec cet échec ses limites tactiques et dépose sa démission. La direction, toujours en reconstruction évolue avec l'arrivée d'une autre légende milanaise, Zvonimir Boban, en tant que directeur du football, accompagné de Frederic Massara, nouveau directeur sportif, très réputé dans le milieu.
Côté effectif, on essaie de reconstruire dans la durée, chaque ligne est renforcée par un jeune joueur de talent. Arrivent, en défense, Théo Hernandez afin de redynamiser un poste d'arrière gauche qui n'a plus jamais brillé depuis la retraite de Paolo Maldini dix ans plus tôt, le grand espoir portugais Rafael Leão en attaque, et enfin au milieu de terrain, celui qui a été élu meilleur joueur de la CAN 2019, Ismaël Bennacer. Le début de saison 2019-2020, sous les commandes du nouvel entraîneur désigné Marco Giampaolo, tourne rapidement au fiasco. Le club est 13e du championnat à la mi-automne et développe un jeu soporifique, manquant cruellement d'impact et odieusement de personnalité. Rapidement viré, il est remplacé temporairement par Stefano Pioli qui réussit à gagner peu à peu les faveurs de sa direction grâce à des résultats encourageants.

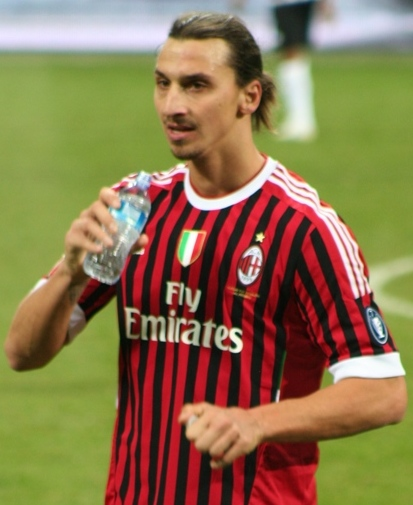
Zlatan Ibrahimovic, de retour au club en 2020, parvient à motiver les troupes et faire évoluer les mentalités de manière radicale

Il est fortuitement épaulé, dès janvier 2020, par deux arrivées majeures qui vont marquer un véritable tournant dans les vestiaires : Simon Kjær s'impose comme solide leader d'une défense auparavant mal organisée, perméable au vu de son manque d'agressivité, puis c'est surtout Zlatan Ibrahimović qui signe un retour tonitruant ! Il va en effet grandement aider l'AC Milan, malgré son âge (38 ans), à retrouver les sommets, en marquant des buts décisifs d'une part et en bousculant totalement la mentalité collective d'autre part, vers la culture de la gagne et la soif de victoires. La sixième place récoltée à la fin de cet exercice est certes sur le papier une nouvelle contre-performance, mais la remontée au classement réalisée en fin de saison relève de l'exploit. Preuve en est, la reconduction de Stefano Pioli à son poste malgré ce classement, et l'avortement de son remplacement par le réputé stratège Ralf Rangnick, initialement prévu dans le cadre d'une profonde restructuration.
Dans un contexte de crise sanitaire et économique, aucun joueur majeur ne viendra renforcer les rangs, si ce n'est l'arrivée de deux jeunes grands espoirs : le défenseur français Pierre Kalulu ainsi que le prometteur milieu italien Sandro Tonali. Malgré un effectif quasi totalement reconduit, le Milan AC réalise un début de saison exceptionnel, dans la lignée de sa fin de saison passée. En effet, le Milan ne perdra pour la première fois en championnat qu'en janvier 2021 après 27 matchs consécutifs sans défaite, soit 304 jours ! Ce n'est qu'une avalanche fortuite de forfaits simultanés entre blessures et atteintes de Covid-19 qui stoppera net le club dans sa lancée en cette nouvelle année, malgré l'importante arrivée du défenseur Fikayo Tomori. Le Milan perd alors du terrain et cède définitivement sa place de leader dès la 22e journée du championnat. Le club finit tout de même à une honorable deuxième place, signant enfin, après huit ans d'absence, son retour dans la plus prestigieuse compétition européenne. Une joie retrouvée pour tous les fans Rossoneri mais rapidement entachée par la décevante décision du talentueux gardien Gianluigi Donnarumma, révélé grâce à l'AC Milan qui lui a donné sa chance dès son plus jeune âge, de ne pas poursuivre l'aventure en s'engageant librement pour le PSG. Il est remplacé par le portier français Mike Maignan, fraîchement couronné champion de Ligue 1 avec le LOSC.
En vue de la nouvelle saison 2021-2022, le club s'emploie à étoffer son effectif en doublant tous les postes, pour ne plus être à nouveau lourdement pénalisé par les éventuelles blessures et absences imprévisibles dues à l'épidémie du Covid-19 toujours en cours. L'expérimenté champion du monde en titre Olivier Giroud notamment, vient suppléer les absences de plus en plus répétées du vieillissant et néanmoins indispensable Zlatan Ibrahimović. Une stratégie qui fonctionne, puisque le Suédois aura un rôle prépondérant en début de saison tandis que le Français marquera des buts décisifs lors de matchs clé de la seconde partie du championnat. Pour l'anecdote, Giroud est le premier attaquant depuis Inzaghi à marquer plus de dix buts en arborant son numéro 9, réputé maudit. Cette statistique en apparence folklorique, possède un très fort caractère révélateur. En effet, la « malédiction du numéro 9 d'Inzaghi » était le reflet éloquent des énormes difficultés rencontrées par le club depuis une décennie pour mettre la main sur un buteur de qualité, puisqu'aucun des dix joueurs précédents à avoir porté ce numéro n'avait réussi à dépasser la modique barre de huit buts sur une saison.
Grâce à l'efficacité de son duo d'attaquants, aux arrêts décisifs et relances au pied précises de Mike Maignan, élu meilleur gardien de la saison, à la montée en puissance des jeunes Pierre Kalulu (défense) et Sandro Tonali (milieu de terrain), et enfin aux exploits individuels de Théo Hernandez et Rafael Leão, sacré meilleur joueur de Série A, l'AC Milan finit champion d'Italie 2022. Au coude à coude avec l'Inter, ce n'est que lors du dernier match gagné à l'extérieur contre Sassuolo (0-3) que les fans ont pu exulter pour fêter comme il se doit un titre qu'ils attendaient depuis 11 ans. Malgré une élimination prématurée en Ligue des champions dans un groupe B très difficile, l'AC Milan revient grâce à ce 19e sacre sur le devant de la scène et signale sa ferme intention de faire un retour en force parmi l'élite des clubs européens.
Le groupe d'investissements Elliott Management ne s'en était jamais caché, son projet avec l'AC Milan se situait sur du court terme. Cela se confirme le 1er juin 2022, avec le passage du club chez un autre fonds d'investissement américain. C'est le groupe Red Bird Capital Partners, déjà propriétaire du Toulouse FC et actionnaire chez les équipes de baseball des Yankees de NY et des Red Sox de Boston, qui rafle la mise. Une opération estimée à 1,3 Mds € lui permettant de mettre la main sur 70 % des parts. Gerry Cardinale, le patron du groupe, est le nouveau visage à la tête du club lombard.
Lors de la saison 2022/23, porté par des coups de génie de Rafael Leão et Brahim Díaz, et une fois encore un Mike Maignan imparable, le club réussit l'exploit de se hisser jusqu'à la demi-finale de la Ligue des champions, où il sera éliminé par son rival milanais, l'Inter. Il obtient aussi son ticket de participation pour l'édition suivante, aidé toutefois par un incroyable coup du sort. L'effectif n'étant pas assez qualitatif pour performer sur les deux tableaux simultanément, Stefano Pioli procède à un turn-over important dans la dernière ligne droite de la Serie A. Sauf que les remplaçants déçoivent, en particulier le Belge Charles De Ketelaere, principale recrue du mercato estival, un temps pressenti pour être le nouveau Kaká. L'AC Milan perd alors des points cruciaux contre des équipes du bas du tableau, et ne doit l'opportunité de décrocher sa précieuse quatrième place qualificative qu'à la lourde sanction d'un retrait immédiat de dix points infligée à la Juventus dans le cadre de l'affaire des plus-values fictives .
À la surprise générale, et malgré deux années probantes suscitant enfin un véritable espoir d'un grand club qui se reconstruit progressivement, Paolo Maldini et Frederic Massara sont rapidement évincés de la direction, dès le début d'été 2023. Mécontent du rendement des renforts arrivés en début de saison aux salaires imposants, sans toutefois réussir à jouer le moindre rôle dans l'équipe, Gerry Cardinale veut désormais imposer sa propre politique de recrutement au point d'ignorer complètement le statut iconique au sein du club de l'ex défenseur milanais. Les transferts des deux belges notamment, celui d'Origi et de Ketelaere pour près de 36 M €, sixième indemnité de transfert jamais dépensée par le club, contre un bien triste bilan d'une unique passe décisive et aucun but en 44 apparitions, auront fini par porter un coup fatal au duo italien. Les fans rossoneri seront d'autant plus déçus quand ils apprendront que c'est Sandro Tonali, apprécié pour sa fougue, son talent et surtout son amour avéré du club, qui sera sacrifié pour alimenter le budget mercato de 70 M €, soit le transfert le plus élevé de l'histoire pour un joueur Italien. L'AC Milan réinvestit la somme en révolutionnant son milieu de terrain avec l'arrivée de l'Anglais Ruben Loftus-Cheek, du Néerlandais Tijjani Reijnders, et celle de l'Américain Yunus Musah, puis en renforçant son secteur offensif avec l'arrivée des attaquants polyvalents tels que Christian Pulisic, Samuel Chukwueze ou encore le buteur serbe Luka Jovic. Enfin, lors d'une émouvante cérémonie au San Siro digne d'une véritable légende du club, Zlatan Ibrahimović prend sa retraite sportive, passant le flambeau à Olivier Giroud en tant que leader de l'attaque milanaise. Le géant suédois ne tardera pas à revenir au club, dès décembre de la même année, pour un rôle de conseiller principal auprès de la direction et de l'actionnariat.
Malgré sa constance, l'attaquant français et ses 15 buts ne suffit pas à empêcher des défaites décisives face à des concurrents directs en championnat, dont un cuisant revers 5-1 dans le derby della madonnina contre l'Inter, une première depuis 1974. Le rival milanais finit champion de Série A loin devant les rossoneri, deuxièmes. Sur la scène européenne, l'AC Milan est à des lustres de réitérer son exploit de la saison précédente. Troisième dans un groupe F relevé en ligue des champions, malgré une victoire de prestige à domicile contre le PSG, la suite du parcours en Ligue Europa s'arrêtera net en quarts de finale avec une double défaite contre le rival italien l'AS Rome. Bien que décevant, le bilan n'est pas non plus dramatique, mais alerte tout de même d'une fin de cycle prématurée qui se profile. Le niveau de jeu démontré, surtout en fin de saison, ne satisfait ni les supporters ni la direction et n'augure rien de bon pour la suite. L'entraineur italien Stefano Pioli est à nouveau pointé du doigt. Après 5 saisons au club marquées par un titre de champion mémorable, il finit par plier bagage pour l'Arabie Saoudite en rejoignant l'ambitieuse formation d'Al Nassr. Après Zlatan la saison précédente, c'est cette fois-ci Giroud qui va laisser l'attaque milanaise orpheline d'un numéro 9 de renom, en s'envolant pour la MLS et le Los Angeles FC.

#### Départ de Pioli et nouveau cycle (2024-...)
| Saison 2024–2025               |            |        |
| Saison                         | Classement | Points |
| 2024-25                        | 8.         | 58     |
| Vert : Victoire en championnat |            |        |

Principaux titres :
 Supercoupe d'Italie (1)
- Vainqueur en 2024

L'élu sur le banc milanais pour cette saison 2024/25 se nomme Paulo Fonseca, apprécié pour son style offensif et agressif sur le terrain. Dans les faits, il n'en est rien. Entre une défense déstructurée, mal organisée et une tactique offensive aléatoire, au style nonchalant qui a du mal à être défini, le jeu proposé s'avère chaotique et les résultats du début de saison sont un désastre, malgré une victoire dans le derby et un succès totalement inattendu 1-3 face au Real Madrid en ligue des champions. De plus, des tensions apparaissent dans les vestiaires, à cause notamment d'une gestion énigmatique du duo de l'aile gauche Théo Hernandez et Leão, souvent laissés sur le banc ou rapidement remplacés sans explications. Dès fin décembre, l'entraineur portugais est brutalement viré (par un simple SMS), au point que la Curva Sud dénonce la manière contraire aux valeurs de l'institution, remplacé par son compatriote Sérgio Conceição, réputé pour avoir marqué de son empreinte le style de jeu intense et passionnant du FC Porto.
Les débuts sont sensationnels, avec deux victoires d'emblée en Supercoupe d'Italie contre la Juventus puis l'Inter Milan 3-2 en finale à Riyad. Ce trophée remporté à la surprise générale avec une persévérance assez remarquable tout le long, pour une équipe qui n'en avait encore pas démontré jusque là, déclenche l'euphorie des supporters milanista en relançant les espoirs d'un retour en force pour la deuxième partie de l'exercice 2024/25. D'autant plus que Santiago Gimenez, attaquant prolifique du Feyenoord et le prometteur milieu offensif Joao Felix viennent renforcer un secteur offensif à la peine. Des espoirs rapidement refroidis. Les performances des deux nouvelles recrues vont rapidement décliner. Théo Hernandez et Leão, déterminants lors de l'année du titre, ne font plus preuve d'autant d'implication ni de sérieux. Pourtant intraitable jusque là devant ses buts, Mike Maignan lui-même traverse une période creuse à des moments clé. Les deux français ont d'ailleurs été des protagonistes majeurs de l'élimination du club en barrages du nouveau format de la ligue des champions face aux néerlandais du Feyenoord. Le gardien pour une faute de main inhabituelle lors du match aller, le latéral gauche ensuite, lors du match retour, pour avoir écopé de deux cartons jaunes inutiles et répréhensibles compte tenu de l'enjeu de la rencontre. Les séquelles de cette cinglante débâcle se font ressentir aussitôt en championnat : 3 défaites consécutives, puis une quatrième après une courte victoire, qui plongent le club dans une nouvelle crise. Conceição se retrouve face à un effectif moralement abattu, dépassé physiquement, manquant de sang froid sur le terrain, multipliant les erreurs, n'arrivant à développer ni un jeu maitrisé ni même suffisamment précis dans ses transmissions. Seul Tijjani Reijnders arrive à sortir du lot avec son efficacité et sa régularité au fil des matchs.
Malgré un changement de système revu en 3-4-3, et les quelques résultats positifs qui en découlent, le technicien portugais ne parvient finalement pas à qualifier le club pour la moindre compétition européenne. Que ce soit en championnat où il ne cessera de stagner au milieu du tableau, ou bien en coupe d'Italie de laquelle il s'était pourtant hissé jusqu'en finale, avec à la clé une performance calamiteuse contre Bologne, vainqueur, le Milan AC démontre un visage totalement indigne du rang associé à son Histoire. Une fin de saison cataclysmique qui déclenche une fronde sérieuse des supporters protestant contre des propriétaires américains "arrogants et incompétents" tout en regrettant l'éviction de Paolo Maldini qui, lui, "incarne l'identité du club". Pour bien marquer le coup la Curva Sud déploie lors du dernier match à domicile au San Siro un tifo humain "GO HOME", puis les manifestations en masse des tifosi se multiplient devant le siège du club. Pour ne rien arranger, le club se retrouve dans le viseur de la justice, qui s’intéresse de près aux conditions douteuses de sa vente par le fonds d’investissement américain Elliott Management à l'autre fonds américain, RedBird, en 2022. 
Le chamboulement au sein du club commence avec la nomination rapide d'un directeur sportif en la personne de l'albanais Igli Tare, lui qui avait réussi à attirer des joueurs intéressants moyennant de faibles budgets lors de son passage à la Lazio. Dans la foulée c'est un ancien entraîneur phare qui est désigné pour reprendre du service sur le banc milanais : Massimiliano Allegri. Son retour à la tête de l'équipe, 11 ans après son départ, démontre que la direction insiste désormais davantage sur l'expérience en Série A et ses exigences spécifiques en stratégie de jeu plutôt que sur le style de jeu, afin de tenter d'instaurer cette rigueur tactique qui fait cruellement défaut depuis quelques années déjà.

## Résultats sportifs

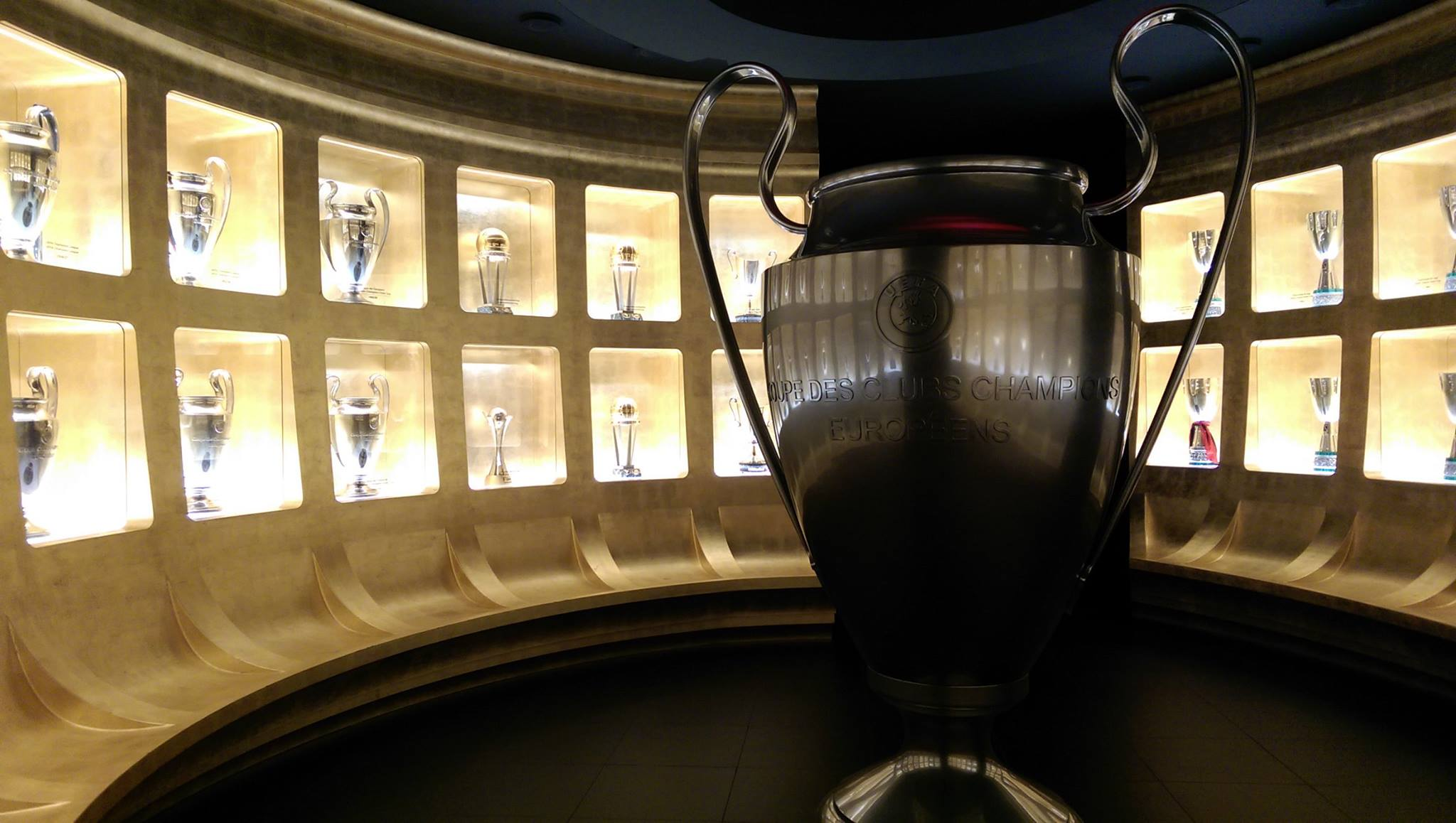
Trophées exposés au musée du club.

### Palmarès
| Compétitions nationales | Compétitions internationales |
| - Championnat d'Italie (19) - Champion : 1901, 1906, 1907, 1951, 1955, 1957, 1959, 1962, 1968, 1979, 1988, 1992, 1993, 1994, 1996, 1999, 2004, 2011 et 2022. - Vice-champion : 1902, 1911, 1912, 1948, 1950, 1952, 1956, 1961, 1965, 1969, 1971, 1972, 1973, 1990, 1991, 2005, 2012, 2021 et 2024. - Coupe d'Italie (5) - Vainqueur : 1967, 1972, 1973, 1977 et 2003 - Finaliste : 1942, 1968, 1971, 1975, 1985, 1990, 1998, 2016, 2018 et 2025 - Supercoupe d'Italie (8) - Vainqueur : 1988, 1992, 1993, 1994, 2004, 2011, 2016 et 2024 - Finaliste : 1996, 1999, 2003, 2018 et 2022 | - Ligue des champions (7) - Vainqueur : 1963, 1969, 1989, 1990, 1994, 2003 et 2007 - Finaliste : 1958, 1993, 1995 et 2005 - Coupes des coupes (2) - Vainqueur : 1968 et 1973 - Finaliste : 1974 - Supercoupe d'Europe (5) - Vainqueur : 1989, 1990, 1994, 2003 et 2007 - Finaliste : 1973 et 1993 - Coupe intercontinentale (3) - Vainqueur : 1969, 1989 et 1990 - Finaliste : 1963, 1993, 1994 et 2003 - Coupe latine (2) - Vainqueur : 1951, 1956 - Finaliste : 1953 - Coupe Mitropa (1) - Vainqueur : 1982 - Coupe du monde des clubs (1) - Vainqueur : 2007 |
| Tournois saisonniers | |
| - Opel Master Cup : - Vainqueur : 1997, janvier 1999, août 1999 - Second : 1996 | |

### Distinctions

#### Mondiales et européennes
- Lors des matches en coupe d'Europe, le club peut arborer sur son maillot, depuis 2001, l'écusson du multiple-winner badge de l'UEFA pour avoir remporté 7 Ligue des champions.
- Le club a été classé 37 fois premier dans le classement des meilleures clubs du monde de l'IFFHS. Il détient le record de première place.
- Équipe mondial de l'année par l'IFFHS en 1995 et 2003.
- 9e au classement FIFA des meilleurs clubs du XXe siècle[73]. Le vote fut réalisé auprès des lecteurs du magazine FIFA Magazine en décembre 2000.
- 4e au classement IFFHS des meilleurs clubs européen du XXe siècle[74]. Le classement a été établi en 2009.
- Prix du Fair Play décerné en 2008 par le magazine espagnol Mundo Deportivo[75].
- Désigné équipe européenne de l'année par le magazine anglais World Soccer en 1989, 1994 et 2003.

#### Italiennes

##### Club
- Stella d'Oro au Mérite sportif, reçu en 1979.
- Collare d'Oro CONI pour Mérite sportif, reçu en 2008[76],[77].

##### Individuelles
- Officier de l'Ordre du Mérite de la République italienne : 5 
 (Nesta, Gattuso, Pirlo, Gilardino et Inzaghi en 2006)
- Officier de l'Ordre du Mérite de la République italienne : 2 
 (Baresi en 1991 et Maldini en 2000)
- Chevalier de l'Ordre du Mérite de la République italienne : 1 
 (Pirlo en 2004)
- Chevalier de l'Ordre du Mérite de la République italienne : 5 
 (Maldini et Donadoni en 1991 ; Abbiati, Albertini et Ambrosini en 2000).

### Trophées individuels
Par deux fois, en 1988 et 1989, Milan place trois de ses joueurs aux trois premières places du classement du Ballon d'or. Aucun autre club européen n'a réalisé ce triplé par deux fois.
| Années | Nat | Nom                |
| ------ | --- | ------------------ |
| 1969   |     | Gianni Rivera      |
| 1987   |     | Ruud Gullit        |
| 1988   |     | Marco van Basten   |
| 1989   |     | Marco van Basten   |
| 1992   |     | Marco van Basten   |
| 1995   |     | George Weah        |
| 2004   |     | Andriy Chevtchenko |
| 2007   |     | Kaká               |

| Années | Nat | Nom              |
| ------ | --- | ---------------- |
| 1992   |     | Marco van Basten |
| 1995   |     | George Weah      |
| 2007   |     | Kaká             |

Milan détient le record du nombre de joueurs terminant meilleur buteur de Serie A avec 17 titres. Par ailleurs, Gunnar Nordahl possède le nombre de titres remportés, par cinq fois dont trois d'affilée et le record de but marqué en championnat avec 35 unités. De même, cinq autres joueurs terminèrent meilleur buteur en coupe d'Europe, plus Roberto Antonelli (en) et ses 15 buts en Serie B lors de la saison 1980-1981 et sans oublier les 7 réalisations de Luciano Chiarugi en Coupe des coupes lors de l'édition 1972-1973.
| Période   | Nat.                                    | Nom                 | Buts |
| --------- | --------------------------------------- | ------------------- | ---- |
| 1938-1939 | Drapeau de l'Italie                     | Aldo Boffi          | 19   |
| 1939-1940 | Drapeau de l'Italie                     | Aldo Boffi          | 24   |
| 1941-1942 | Drapeau de l'Italie                     | Aldo Boffi          | 22   |
| 1949-1950 | Drapeau de la Suède                     | Gunnar Nordahl      | 35   |
| 1950-1951 | Drapeau de la Suède                     | Gunnar Nordahl      | 34   |
| 1952-1953 | Drapeau de la Suède                     | Gunnar Nordahl      | 26   |
| 1953-1954 | Drapeau de la Suède                     | Gunnar Nordahl      | 23   |
| 1954-1955 | Drapeau de la Suède                     | Gunnar Nordahl      | 27   |
| 1961-1962 | Drapeau du Brésil · Drapeau de l'Italie | José Altafini       | 22   |
| 1967-1968 | Drapeau de l'Italie                     | Pierino Prati       | 15   |
| 1972-1973 | Drapeau de l'Italie                     | Gianni Rivera       | 17   |
| 1986-1987 | Drapeau de l'Italie                     | Pietro Paolo Virdis | 17   |
| 1989-1990 | Drapeau des Pays-Bas                    | Marco van Basten    | 19   |
| 1991-1992 | Drapeau des Pays-Bas                    | Marco van Basten    | 25   |
| 1999-2000 | Drapeau de l'Ukraine                    | Andriy Chevtchenko  | 24   |
| 2003-2004 | Drapeau de l'Ukraine                    | Andriy Chevtchenko  | 24   |
| 2011-2012 | Drapeau de la Suède                     | Zlatan Ibrahimović  | 28   |

| Période   | Nat.                                    | Nom                  | Buts |
| --------- | --------------------------------------- | -------------------- | ---- |
| 1960-1961 | Drapeau du Brésil · Drapeau de l'Italie | José Altafini        | 4    |
| 1966-1967 | Drapeau de l'Italie                     | Gianni Rivera        | 7    |
| 1970-1971 | Drapeau de l'Italie                     | Gianni Rivera        | 7    |
| 1976-1977 | Drapeau de l'Italie                     | Giorgio Braglia (en) | 6    |
| 1976-1977 | Drapeau de l'Italie                     | Egidio Calloni (en)  | 6    |
| 1989-1990 | Drapeau de l'Italie                     | Franco Baresi        | 4    |

| Période   | Nat.                                    | Nom                | Buts |
| --------- | --------------------------------------- | ------------------ | ---- |
| 1962-1963 | Drapeau du Brésil · Drapeau de l'Italie | José Altafini      | 14   |
| 1988-1989 | Drapeau des Pays-Bas                    | Marco van Basten   | 9    |
| 2005-2006 | Drapeau de l'Ukraine                    | Andriy Chevtchenko | 9    |
| 2006-2007 | Drapeau du Brésil                       | Kaká               | 10   |

### Records
- Le Milan est le troisième club possédant le plus grand nombre de titres internationaux (21) : 7 Ligues des Champions, 2 Coupes des coupes, 5 Supercoupes de l'UEFA, 3 Coupes intercontinentales, 1 Coupe du monde des clubs, 2 Coupes latines et 1 Coupe Mitropa. Le club a disputé 29 finales de compétitions majeures (11 en Ligues des Champions, 3 en Coupes des coupes, 7 en Supercoupe de l'UEFA, 7 en Coupe intercontinentale et 1 en Coupe du monde des clubs).
- Dans le classement mondial des clubs, établi mensuellement par l'IFFHS, Milan est le club apparu le plus nombreux de fois à la première place (37 fois), quatre longueurs d'avance devant Manchester United.
- Le Milan est le deuxième détenteur de titres en Ligue des champions (7) après le Real Madrid (15).
- La plus large victoire à domicile comme à l'extérieur en coupe d'Europe est contre l'Union Luxembourg : 8-0 à Milan le 12 septembre 1962 et 6-0 au Luxembourg le 19 septembre 1962.
- La plus large défaite à domicile en coupe d'Europe est de 0-3 contre le LOSC le 5 novembre 2020 puis 0-2 contre plusieurs équipes (Barcelone le 4 novembre 1959, Espanyol le 21 octobre 1987, Ajax le 23 novembre 1994, Lille le 6 décembre 2006, Arsenal le 4 mars 2008). À l'extérieur, la pire défaite est celle contre l'Ajax (6-0 le 16 janvier 1974).
- Le Milan est le troisième détenteur de titres de Champion d'Italie (19), derrière l'Inter (20) et la Juventus (36). Il arriva 16 fois deuxième et 22 fois troisième de la Série A. Le club a disputé 98 saisons en Série A (ou équivalent) et 2 en Série B.
- Le Milan fut le premier club à remporter le Championnat d'Italie de football sans subir une seule défaite. Cet exploit se déroula lors de la saison 1991/1992, avec Fabio Capello comme entraîneur (c'était sa première saison au club). Lors de cette saison, le club gagna 22 match, fit 12 match nul et marqua 78 buts pour seulement 21 encaissés.
- La plus large victoire emportée le 4 octobre 1914 contre l'Audax Modena (saison en Prima Categoria en 1914/1915) sur un score de 13-0. À l'extérieur, ce fut contre l'Ausonia Football Club le 21 octobre 1919 sur le score de 10-0 (saison en Prima Categoria en 1914/1915).
- En revanche, la plus sévère défaite à domicile fut enregistrée le 5 novembre 1922 contre Bologne (8-0) lors de la saison 1922/1923. La plus sévère défaite à l'extérieur fut enregistrée contre la Juventus par deux fois : 6-0 le 25 octobre 1925 et 8-2 10 juillet 1927.
- La Juventus demeure le club que Milan a le plus souvent rencontré en matches officiels avec 225 confrontations, la plus grosse victoire revient au club lombard avec une victoire 8-1 le 24 Janvier 1912. L'Inter arrive en second avec 220 matches disputés, là est aussi c'est l’AC Milan qui enregistre le plus gros score 0-6 lors du derby du 11 mai 2001.

## Personnalités du club

### Propriétaires
Le tableau ci-dessous énumère les actionnaires majoritaires successifs de l’AC Milan.
| Période                   | Actionnaire                                                          |
| ------------------------- | -------------------------------------------------------------------- |
| 1954 - 1963               | Andrea Rizzoli (avant 1954, le club était une structure associative) |
| 1964 - 1970               | Felice Riva                                                          |
| 1972 - 1975               | Albino Buticchi                                                      |
| 1975 - 1976               | Bruno Pardi                                                          |
| 1976 - 1977               | Vittorio Duina                                                       |
| 1977 - 1980               | Felice Colombo                                                       |
| 1980 - 1982               | Gaetano Morazzoni                                                    |
| 1982 - 1986               | Giuseppe Farina                                                      |
| février 1986 - avril 2017 | Silvio Berlusconi                                                    |
| avril 2017 - juillet 2018 | Li Yonghong                                                          |
| juillet 2018 - juin 2022  | Elliott Management                                                   |
| Depuis juin 2022          | RedBird Capital Partners & Elliott Management                        |

### Présidents
| Nat. | Nom                | Période   |
| ---- | ------------------ | --------- |
|      | Alfred Edwards     | 1899-1909 |
|      | Piero Pirelli      | 1909-1928 |
|      | Luigi Ravasco      | 1928-1929 |
|      | Mario Bernazzoli   | 1929-1933 |
|      | Luigi Ravasco      | 1933-1935 |
|      | Pietro Annoni      | 1935-1936 |
|      | Conseil de Régence | 1936      |
|      | Emilio Colombo     | 1936-1939 |
|      | Achille Invernizzi | 1939-1940 |
|      | Umberto Trabattoni | 1940-1944 |
|      | Antonio Busini     | 1944-1945 |
|      | Umberto Trabattoni | 1945-1954 |
|      | Andrea Rizzoli     | 1954-1963 |
|      | Felice Riva        | 1963-1965 |
|      | Federico Sordillo  | 1965-1966 |
|      | Luigi Carraro      | 1966-1967 |

| Nat. | Nom                              | Période     |
| ---- | -------------------------------- | ----------- |
|      | Franco Carraro                   | 1967-1971   |
|      | Federico Sordillo                | 1971-1972   |
|      | Albino Buticchi                  | 1972-1975   |
|      | Bruno Pardi                      | 1975-1976   |
|      | Vittorio Duina                   | 1976-1977   |
|      | Felice Colombo                   | 1977-1980   |
|      | Gaetano Morazzoni                | 1980-1982   |
|      | Giuseppe Farina                  | 1982-1986   |
|      | Rosario Lo Verde                 | 1986        |
|      | Silvio Berlusconi                | 1986-2004   |
|      | Adriano Galliani (poste vacant), | 2004-2006   |
|      | Silvio Berlusconi                | 2006-2008   |
|      | Adriano Galliani (poste vacant), | 2008-2011   |
|      | Silvio Berlusconi                | 2011-2017   |
|      | Li Yonghong                      | 2017-2018   |
|      | Paolo Scaroni                    | Depuis 2018 |

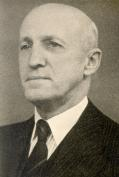
Piero Pirelli
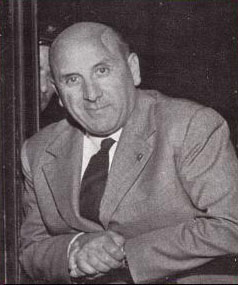
Antonio Busini
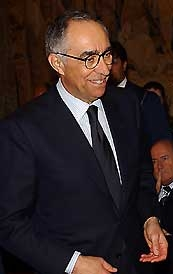
Franco Carraro
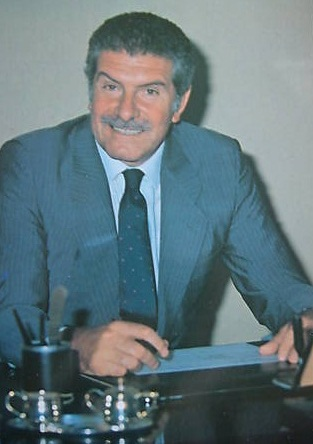
Giuseppe Farina
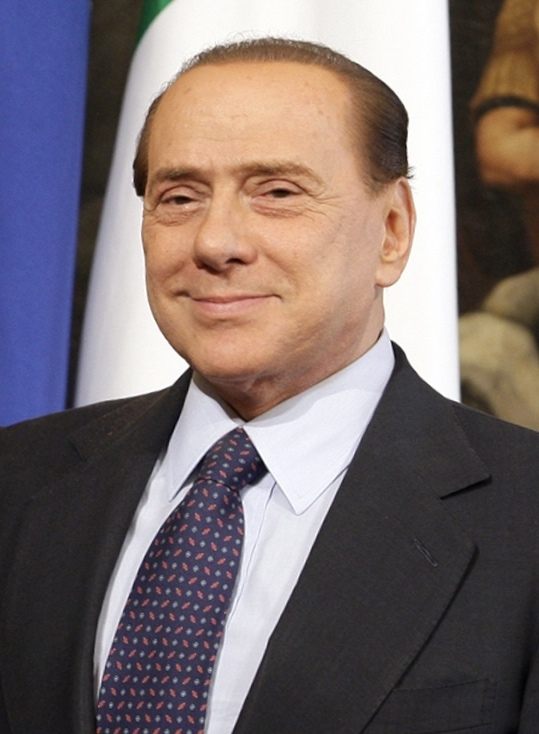
Silvio Berlusconi
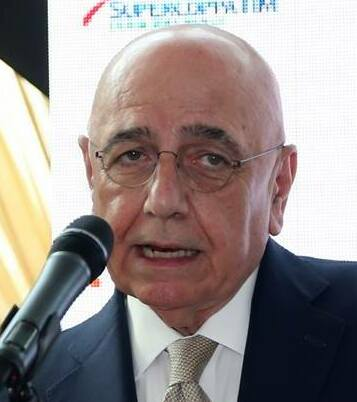
Adriano Galliani

### Entraîneurs
| Nat. | Nom                                    | Période   |
| ---- | -------------------------------------- | --------- |
|      | Herbert Kilpin                         | 1900-1906 |
|      | Daniele Angeloni                       | 1906-1907 |
|      | Giannino Camperio (it)                 | 1907-1911 |
|      | Commission technique                   | 1911-1912 |
|      | Piero Peverelli                        | 1912-1913 |
|      | Commission technique                   | 1913-1915 |
|      | Guido Moda (en)                        | 1915-1916 |
|      | Commission technique                   | 1918-1919 |
|      | Guido Moda (en)                        | 1919-1921 |
|      | Ferdi Oppenheim (it)                   | 1922-1924 |
|      | Vittorio Pozzo                         | 1924-1926 |
|      | Guido Moda (en)                        | 1926      |
|      | Herbert Burgess (en)                   | 1926-1928 |
|      | Engelbert König (en)                   | 1928-1931 |
|      | József Bánás (it)                      | 1931-1933 |
|      | József Viola                           | 1933-1934 |
|      | Adolfo Baloncieri                      | 1934-1936 |
|      | William Garbutt (en)                   | 1936-1937 |
| /    | Hermann Felsner / József Bánás (it)    | 1937-1938 |
|      | József Bánás (it)                      | 1938      |
|      | József Bánás (it) / József Viola       | 1938-1940 |
|      | Guido Ara / Antonio Busini             | 1940-1941 |
|      | Mario Magnozzi                         | 1941-1943 |
|      | Giuseppe Santagostino                  | 1943-1945 |
|      | Adolfo Baloncieri / Antonio Busini     | 1945-1946 |
|      | Giuseppe Bigogno (en) / Antonio Busini | 1946-1947 |
|      | Giuseppe Bigogno (en)                  | 1947-1948 |
|      | Giuseppe Bigogno (en) / Antonio Busini | 1948-1949 |
| /    | Lajos Czeizler / Antonio Busini        | 1949-1952 |
|      | Mario Sperone / Antonio Busini         | 1952-1953 |
| /    | Gunnar Gren / Antonio Busini           | 1953      |
|      | Arrigo Morselli (it) / Antonio Busini  | 1953      |
| /    | Béla Guttmann / Antonio Busini         | 1953-1954 |
|      | Béla Guttmann                          | 1954-1955 |
|      | Ettore Puricelli                       | 1955-1956 |
|      | Giuseppe Viani                         | 1956-1957 |
|      | Giuseppe Viani / Luigi Bonizzoni (it)  | 1957-1958 |
|      | Luigi Bonizzoni (it) / Giuseppe Viani  | 1958-1960 |
|      | Paolo Todeschini (en) / Giuseppe Viani | 1960-1961 |
|      | Nereo Rocco / Giuseppe Viani           | 1961-1963 |
| /    | Luis Carniglia / Giuseppe Viani        | 1963-1964 |
| /    | Nils Liedholm / Giuseppe Viani         | 1964-1965 |

| Nat. | Nom                                 | Période     |
| ---- | ----------------------------------- | ----------- |
|      | Nils Liedholm                       | 1965-1966   |
|      | Giovanni Cattozzo                   | 1966        |
|      | Arturo Silvestri                    | 1966-1967   |
|      | Nereo Rocco                         | 1967-1972   |
|      | Nereo Rocco / Cesare Maldini        | 1972-1973   |
|      | Cesare Maldini                      | 1973-1974   |
|      | Giovanni Trapattoni                 | 1974        |
|      | Gustavo Giagnoni (en)               | 1974-1976   |
|      | Giovanni Trapattoni                 | 1976        |
|      | Paolo Barison                       | 1976        |
|      | Giuseppe Marchioro (en)             | 1976-1977   |
|      | Nereo Rocco                         | 1977        |
|      | Nils Liedholm                       | 1977-1979   |
|      | Massimo Giacomini (en)              | 1979-1981   |
|      | Italo Galbiati                      | 1981        |
|      | Luigi Radice                        | 1981-1982   |
|      | Italo Galbiati / Francesco Zagatti  | 1982        |
|      | Ilario Castagner (en)               | 1982-1984   |
|      | Italo Galbiati                      | 1984        |
|      | Nils Liedholm                       | 1984-1987   |
|      | Fabio Capello                       | 1987        |
|      | Arrigo Sacchi                       | 1987-1991   |
|      | Fabio Capello                       | 1991-1996   |
| /    | Óscar Tabárez / Giorgio Morini (en) | 1996        |
|      | Arrigo Sacchi                       | 1996-1997   |
|      | Fabio Capello                       | 1997-1998   |
|      | Alberto Zaccheroni                  | 1998-2001   |
|      | Cesare Maldini / Mauro Tassotti     | 2001        |
| /    | Fatih Terim / Antonio Di Gennaro    | 2001        |
|      | Carlo Ancelotti                     | 2001-2009   |
|      | Leonardo                            | 2009-2010   |
|      | Massimiliano Allegri                | 2010-2014   |
| /    | Clarence Seedorf                    | 2014        |
|      | Filippo Inzaghi                     | 2014-2015   |
|      | Siniša Mihajlović                   | 2015-2016   |
|      | Vincenzo Montella                   | 2016-2017   |
|      | Gennaro Gattuso                     | 2017-2019   |
|      | Marco Giampaolo                     | 2019        |
|      | Stefano Pioli                       | 2019-2024   |
|      | Paulo Fonseca                       | 2024        |
|      | Sérgio Conceição                    | 2024-2025   |
|      | Massimiliano Allegri                | Depuis 2025 |

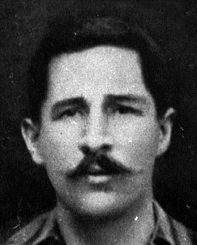
Herbert Kilpin
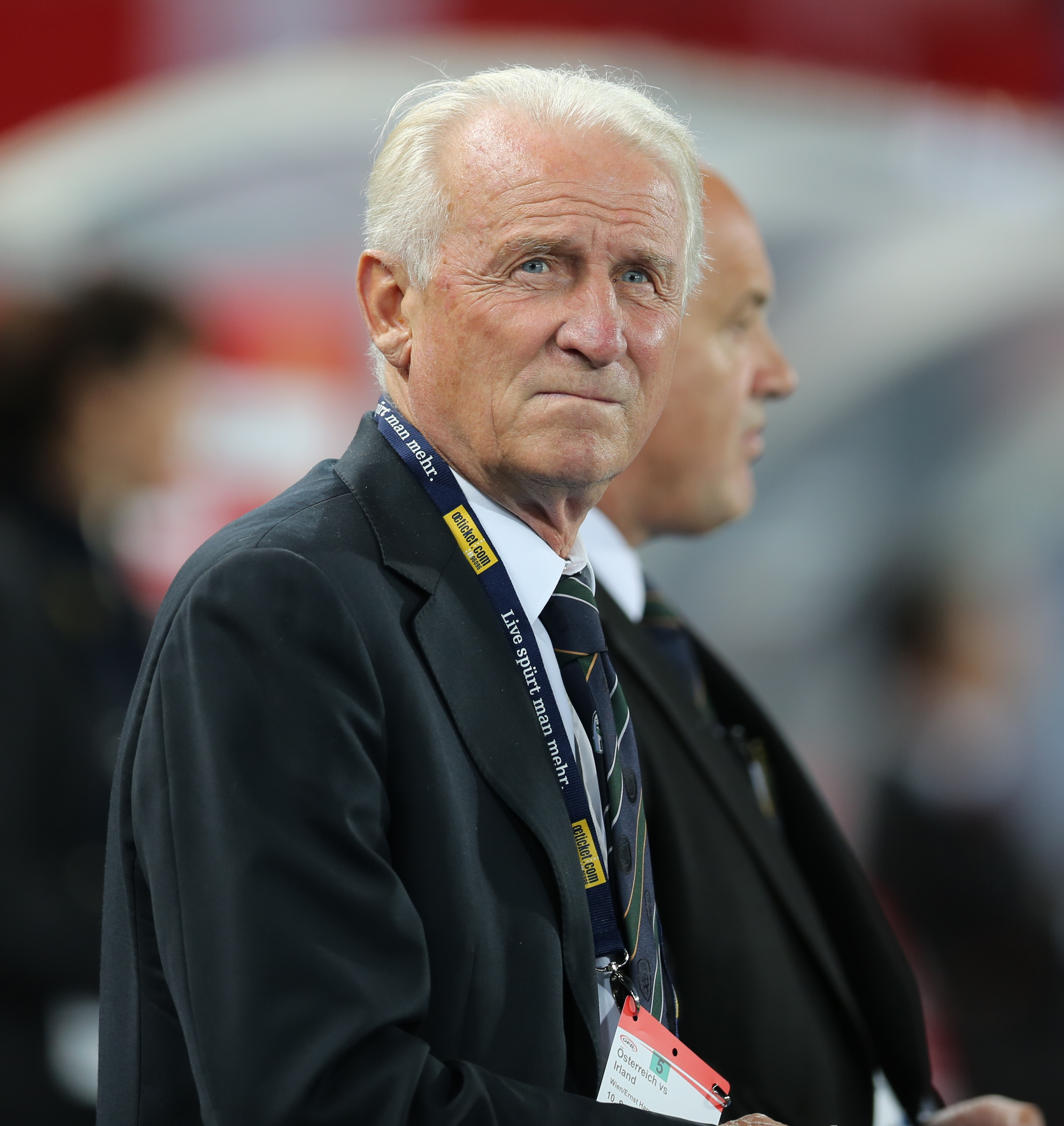
Giovanni Trapattoni
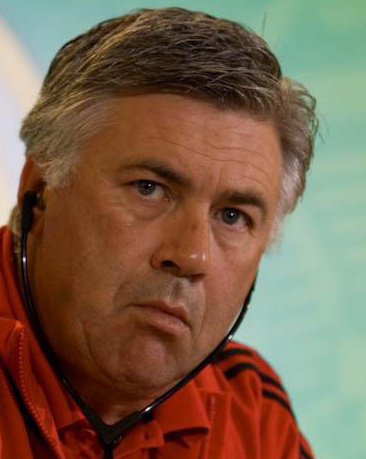
Carlo Ancelotti
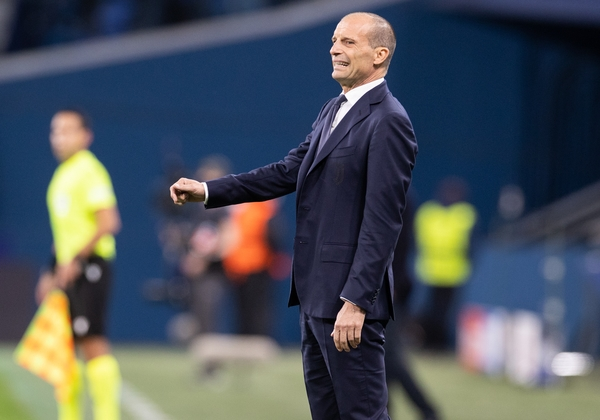
Massimiliano Allegri
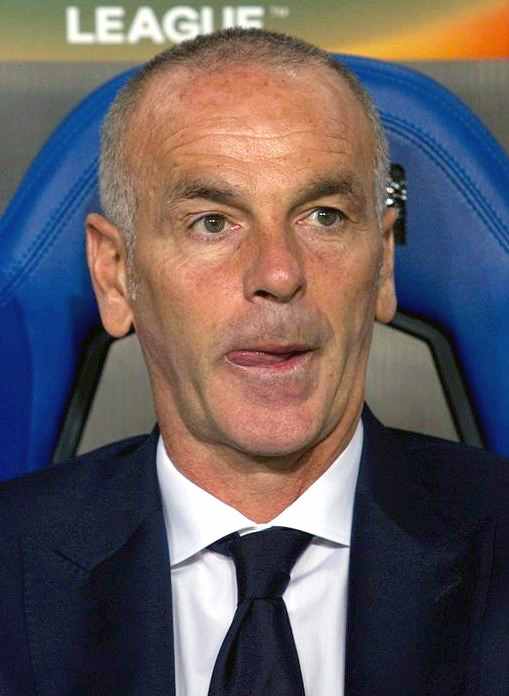
Stefano Pioli

### Joueurs

#### Effectif professionnel actuel
Le premier tableau liste l'effectif professionnel des Rossoneri pour la saison 2025-2026. Le second recense les prêts effectués par le club lors de cette même saison.
En grisé, les sélections de joueurs internationaux chez les jeunes mais n'ayant jamais été appelés aux échelons supérieurs une fois l'âge-limite dépassé ou les joueurs ayant pris leur retraite internationale.

#### Hall of Fame
Le club de l’AC Milan a établi une liste des plus importants joueurs du club. Cette liste, nommée Hall of Fame, comprend 106 joueurs.
| Joueur                 | Période                           | Joueur                     | Période                           |
| ---------------------- | --------------------------------- | -------------------------- | --------------------------------- |
| Christian Abbiati      | 1998-2005 et 2008-2016            | Carlo Annovazzi            | 1945-1953                         |
| / José Altafini        | 1958-1965                         | Paolo Maldini              | 1984-2009                         |
| Carlo Ancelotti        | 1987-1992 et 2001-2009            | Daniele Massaro            | 1986-1988 et 1989-1995            |
| Roberto Baggio         | 1995-1997                         | Gunnar Nordahl             | 1949-1956                         |
| Franco Baresi          | 1977-1997                         | Pierino Prati              | 1967-1973                         |
| Oliver Bierhoff        | 1998-2002                         | Luigi Radice               | 1955-1959, 1961-1965              |
| Zvonimir Boban         | 1991-2001                         | / Frank Rijkaard           | 1988-1993                         |
| Ruben Buriani          | 1977-1982                         | Gianni Rivera              | 1960-1979                         |
| Cafu                   | 2003-2008                         | Roberto Rosato             | 1966-1973                         |
| Fabio Capello          | 1976-1979                         | Sebastiano Rossi           | 1990-2002                         |
| Alessandro Costacurta  | 1986-2007                         | Rui Costa                  | 2001-2006                         |
| Fabio Cudicini         | 1967-1972                         | Dino Sani                  | 1961-1964                         |
| / Marcel Desailly      | 1993-1998                         | Dejan Savićević            | 1992-1998                         |
| Dida                   | 2000-2001 et 2002-2010            | / Juan Alberto Schiaffino  | 1954-1960                         |
| Roberto Donadoni       | 1986-1996 et 1997-1999            | Karl-Heinz Schnellinger    | 1965-1974                         |
| Alberigo Evani         | 1980-1993                         | Serginho                   | 1999-2008                         |
| Filippo Galli          | 1986-1990                         | Andriy Chevtchenko         | 1999-2006 et 2008-2009            |
| Giovanni Galli         | 1997-1999                         | Marco Simone               | 1989-1997 et 2001-2002            |
| Gunnar Gren            | 1949-1953                         | / Angelo Benedicto Sormani | 1965-1970                         |
| / Ruud Gullit          | 1987-1993 et 1994-1995            | Mauro Tassotti             | 1980-1997                         |
| Kaká                   | 2003-2009 et 2013-2014            | Giovanni Trapattoni        | 1957-1971                         |
| Alessandro Nesta       | 2002-2012                         | Andrea Pirlo               | 2001-2011                         |
| Leonardo               | 1997-2001 et 2002-2003            | Marco van Basten           | 1987-1995                         |
| Nils Liedholm          | 1949-1961, 1964-1966              | Pietro Paolo Virdis        | 1984-1989                         |
| Demetrio Albertini     | 1988-1990 et 1991-2002            | Ruben Buriani              | 1977-1982                         |
| Aldo Bet (en)          | 1974-1981                         | Aldo Cevenini              | 1909-1912 et 1915-1919            |
| Louis Van Hege         | 1910-1915                         | Luciano Chiarugi           | 1972-1976                         |
| Herbert Kilpin         | 1899-1908                         | Cesare Lovati              | 1910-1922                         |
| Roberto Antonelli (en) | 1977-1982                         | Angelo Anquilletti         | 1966-1977                         |
| Pietro Arcari          | 1930-1936                         | Alexandre Pato             | 2008-2013                         |
| Giuseppe Antonini (en) | 1937-1938, 1939-1944 et 1945-1949 | Francesco Zagatti          | 1952-1963                         |
| Sergio Battistini      | 1980-1985                         | Francesco Soldera (en)     | 1914-1924                         |
| Alberto Bigon          | 1971-1980                         | Omero Tognon               | 1945-1956                         |
| Giovanni Lodetti       | 1961-1970                         | / George Weah              | 1995-2000                         |
| Mark Hateley           | 1984-1987                         | Giuseppe Santagostino      | 1921-1932                         |
| Ray Wilkins            | 1984-1987                         | Marco Simone               | 1989-1997 et 2001-2002            |
| Nestor Combin          | 1969-1971                         | Joe Jordan                 | 1981-1983                         |
| David Beckham          | 2009 et 2010                      | Ronaldo                    | 2007-2008                         |
| Ronaldinho             | 2008-2010                         | Zlatan Ibrahimović         | 2010-2012 et 2020-2023            |
| Aldo Boffi             | 1936-1943 et 1944                 | Alessandro Scarioni (en)   | 1908-1921                         |
| Héctor Puricelli       | 1945-1949                         | Ernesto Morandi (it)       | 1911-1912, 1913-1917 et 1918-1924 |
| Luigi Perversi         | 1925-1926 et 1927-1940            | Giovanni Moretti (en)      | 1931-1939                         |
| Dario Compiani (en)    | 1927-1936                         | Walter Novellino           | 1978-1982                         |
| Lorenzo Buffon         | 1949-1959                         | Marco Sala (en)            | 1909-1920                         |
| Attilio Trerè          | 1905-1909 et 1910-1915            | Aldo Maldera               | 1971-1972 et 1973-1982            |
| Thiago Silva           | 2008-2012                         | Kakhaber Kaladze           | 2001-2010                         |
| Gennaro Gattuso        | 1999-2012                         | / Clarence Seedorf         | 2002-2012                         |
| Romeo Benetti          | 1970-1976                         | Filippo Inzaghi            | 2001-2012                         |
| Andrea Bonomi          | 1942-1952                         | Renzo Burini               | 1947-1953                         |
| Giorgio Ghezzi         | 1959-1965                         | Renzo De Vecchi            | 1909-1913                         |
| Carlo Galli            | 1956-1961                         | Cesare Maldini             | 1954-1966                         |
| Kurt Hamrin            | 1967-1969                         | Bruno Mora                 | 1962-1969                         |
| Mauro Tassotti         | 1980-1997                         | Massimo Ambrosini          | 1995-1997 et 1998-2013            |

#### Joueurs les plus capés
Paolo Maldini est le joueur ayant disputé le plus grand nombre de matches sous le maillot rossonero avec 902 rencontres en 25 saisons de 1984 à 2009.
Paolo Maldini a été le plus jeune joueur à débuter en équipe première à l'âge de 16 ans et 208 jours, lors d'une rencontre face à l'Udinese Calcio, le 20 janvier 1985.
Alessandro Costacurta fut le plus vieux joueur à endosser la tunique du club à l'âge de 41 ans et 25 jours face à l'Udinese Calcio, le 19 mai 2007.
| #  | Nom                   | Années                 | Série A | Coupe d'Italie | Autres | Total |
| -- | --------------------- | ---------------------- | ------- | -------------- | ------ | ----- |
| 1  | Paolo Maldini         | 1984–2009              | 648     | 72             | 182    | 902   |
| 2  | Franco Baresi         | 1977–1997              | 532     | 97             | 90     | 719   |
| 3  | Alessandro Costacurta | 1986 et 1987–2007      | 458     | 78             | 127    | 663   |
| 4  | Gianni Rivera         | 1960-1979              | 527     | 74             | 83     | 658   |
| 5  | Mauro Tassotti        | 1980–1997              | 429     | 75             | 79     | 583   |
| 6  | Massimo Ambrosini     | 1995-1997 et 1998–2013 | 344     | 37             | 108    | 489   |
| 7  | Gennaro Gattuso       | 1999–2012              | 335     | 26             | 107    | 468   |
| 8  | / Clarence Seedorf    | 2002–2012              | 300     | 25             | 107    | 432   |
| 9  | Angelo Anquilletti    | 1966–1977              | 278     | 71             | 69     | 418   |
| 10 | Cesare Maldini        | 1954–1966              | 347     | 9              | 56     | 412   |

#### Meilleurs buteurs
Le meilleur buteur du club est Gunnar Nordahl avec 221 buts en 8 saisons. Gunnar Nordahl est également le meilleur marqueur en une saison avec 38 buts toutes compétitions confondues, lors de la saison 1950-1951. Gunnar Nordahl est le meilleur buteur en Serie A avec 210 buts.
Gianni Rivera est le meilleur buteur en Coupe d'Italie avec 28 buts. Enfin, Filippo Inzaghi est le meilleur réalisateur sur la scène européenne et intercontinentale avec respectivement 41 et 43 réalisations.
Gianni Rivera fut le plus jeune buteur à 17 ans et 80 jours à l'encontre de la Juventus, le 6 novembre 1960. Le 19 mai 2007, Alessandro Costacurta devient le plus ancien buteur à l'âge de 41 ans et 25 jours contre l'Udinese Calcio.
| #  | Nom                | Années                 | Série A   | Coupe d'Italie | Autres  | Total     |
| -- | ------------------ | ---------------------- | --------- | -------------- | ------- | --------- |
| 1  | Gunnar Nordahl     | 1948–1956              | 210 (257) | 0 (0)          | 11 (11) | 221 (268) |
| 2  | Andriy Chevtchenko | 1999–2006 et 2008–2009 | 127 (226) | 7 (16)         | 41 (80) | 175 (322) |
| 3  | Gianni Rivera      | 1960–1979              | 122 (501) | 28 (74)        | 14 (83) | 164 (658) |
| 4  | / José Altafini    | 1958–1965              | 120 (205) | 9 (9)          | 32 (34) | 161 (248) |
| 5  | Aldo Boffi         | 1936–1945              | 104 (156) | 22 (23)        | 5 (8)   | 131 (187) |
| 6  | Filippo Inzaghi    | 2001–2012              | 73 (202)  | 10 (20)        | 43 (78) | 126 (300) |
| 7  | Marco van Basten   | 1987–1995              | 90 (147)  | 13 (22)        | 21 (32) | 124 (201) |
| 8  | Kaká               | 2003-2009 et 2013-2014 | 77 (223)  | 10 (0)         | 17 (27) | 104 (307) |
| 9  | Pierino Prati      | 1966–1973              | 72 (143)  | 14 (34)        | 16 (32) | 102 (209) |
| 10 | Louis Van Hege     | 1910–1915              | 97 (88)   | 0 (0)          | 0 (0)   | 97 (88)   |

#### Capitanat

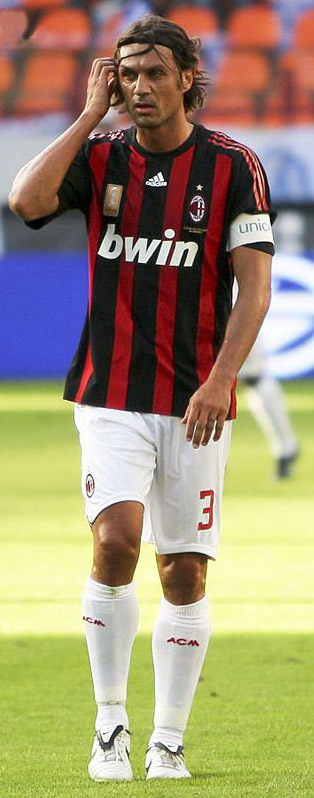
Paolo Maldini, capitaine emblématique de l'AC Milan.

43 capitaines se sont succédé de l'année de la fondation du club à aujourd'hui :
| Capitaine            | Période   | Capitaine          | Période     |
| -------------------- | --------- | ------------------ | ----------- |
| Herbert Kilpin       | 1899-1907 | Giuseppe Antonini  | 1945-1949   |
| Gerolamo Radice      | 1908-1909 | Andrea Bonomi      | 1949-1952   |
| Guido Moda           | 1909-1910 | Carlo Annovazzi    | 1952-1953   |
| Max Tobias           | 1910-1911 | Omero Tognon       | 1953-1954   |
| Giuseppe Rizzi       | 1911-1913 | Gunnar Nordahl     | 1954-1956   |
| Louis Van Hege       | 1913-1915 | Nils Liedholm      | 1956-1961   |
| Marco Sala           | 1915-1916 | Francesco Zagatti  | 1961        |
| Aldo Cevenini        | 1916-1919 | Cesare Maldini     | 1961-1966   |
| Alessandro Scarioni  | 1919-1921 | Gianni Rivera      | 1966-1975   |
| Cesare Lovati        | 1921-1922 | Romeo Benetti      | 1975-1976   |
| Francesco Soldera    | 1922-1924 | Gianni Rivera      | 1976-1979   |
| Pietro Bronzini      | 1924-1926 | Alberto Bigon      | 1979-1980   |
| Gianangelo Barzan    | 1926-1927 | Aldo Maldera       | 1980-1981   |
| Abdon Sgarbi         | 1927-1929 | Fulvio Collovati   | 1981-1982   |
| Alessandro Schienoni | 1929-1930 | Franco Baresi      | 1982-1997   |
| Mario Magnozzi       | 1930-1933 | Paolo Maldini      | 1997-2009   |
| Carlo Rigotti        | 1933-1934 | Massimo Ambrosini  | 2009-2013   |
| Giuseppe Bonizzoni   | 1934-1936 | Riccardo Montolivo | 2013-2017   |
| Luigi Perversi       | 1936-1939 | Leonardo Bonucci   | 2017-2018   |
| Giuseppe Bonizzoni   | 1939-1940 | Alessio Romagnoli  | 2018-2022   |
| Bruno Arcari         | 1940-1941 | Davide Calabria    | 2022-2024   |
| Giuseppe Meazza      | 1941-1942 | Mike Maignan       | Depuis 2025 |
| Giuseppe Antonini    | 1942-1944 |                    |             |
| Paolo Todeschini     | 1944-1945 |                    |             |

#### Joueurs champions du monde
Liste des joueurs vainqueurs d'une Coupe du monde sous les couleurs du club :
| - Pietro Arcari (Italie – 1934) - Fulvio Collovati (Espagne – 1982) - Franco Baresi (Espagne – 1982) - / Marcel Desailly (France – 1998) - Roque Júnior (Corée du Sud – 2002) | - Gennaro Gattuso (Allemagne – 2006) - Alberto Gilardino (Allemagne – 2006) - Filippo Inzaghi (Allemagne – 2006) - Alessandro Nesta (Allemagne – 2006) - Andrea Pirlo (Allemagne – 2006) |

#### Joueurs champions continentaux

##### Europe
Liste des joueurs vainqueurs du Championnat d'Europe de football sous les couleurs du club :
| - Angelo Anquilletti (Italie – 1968) - Giovanni Lodetti (Italie – 1968) - Pierino Prati (Italie – 1968) - Gianni Rivera (Italie – 1968) | - Roberto Rosato (Italie – 1968) - / Ruud Gullit (Pays-Bas – 1988) - Marco van Basten (Pays-Bas – 1988) - / Frank Rijkaard (Pays-Bas – 1988) - Gianluigi Donnarumma (Europe – 2020) - Alessandro Florenzi (Europe – 2020) |

##### Amérique du Sud
Liste des joueurs vainqueurs de la Copa América sous les couleurs du club :
- Serginho (Paraguay – 1999).
- Lucas Paquetá (Brésil – 2019).

##### Afrique
Liste des joueurs vainqueurs de la Coupe d'Afrique des nations sous les couleurs du club :
- Bennacer (Algérie – 2019).

#### Joueurs vainqueurs d'une Coupe des confédérations
Liste des joueurs vainqueurs d'une Coupe des confédérations sous les couleurs du club :
| - Leonardo (Arabie saoudite – 1997) - Nelson Dida (Allemagne – 2005) | - Kaká (Allemagne – 2005) - Alexandre Pato – (Afrique du Sud - 2009) |